# Alexandre I da Iugoslávia
Alexandre I (Servo-croata: Aleksandar I Karađorđević / Александар I Карађорђевић; Cetinje, 16 de dezembro de 1888 – Marselha, 9 de outubro de 1934), também conhecido como Alexandre, o Unificador,   foi Rei dos Sérvios, Croatas e Eslovenos de 16 de agosto de 1921 a 3 de outubro de 1929 e Rei da Iugoslávia de 3 de outubro de 1929 até seu assassinato em 1934. O seu reinado de 13 anos é o mais longo dos três monarcas do Reino da Iugoslávia.
Nascido em Cetinje, Montenegro, Alexandre era o segundo filho de Pedro e Zorka Karađorđević. A Dinastia Karađorđević havia sido retirada do poder na Sérvia 30 anos antes, e Alexandre passou a infância no exílio com seu pai em Montenegro e depois na Suíça. Depois mudou-se para a Rússia e alistou-se no Corpo de Pajens imperial. Após um golpe de estado e o assassinato do rei Alexandre I Obrenović em 1903, seu pai tornou-se rei da Sérvia. Em 1909, o irmão mais velho de Alexandre, Jorge, renunciou à sua reivindicação ao trono, tornando Alexandre aparente herdeiro. Alexandre distinguiu-se como comandante durante as Guerras Balcânicas, liderando o exército sérvio à vitória sobre os otomanos e os búlgaros. Em 1914, tornou-se príncipe regente da Sérvia. Durante a Primeira Guerra Mundial, ocupou o comando nominal do Exército Real Sérvio.
Em 1918, Alexandre supervisionou a unificação da Sérvia e das antigas províncias austríacas da Bósnia, Croácia e Eslovênia no Reino dos Sérvios, Croatas e Eslovenos. Ele ascendeu ao trono após a morte de seu pai em 1921. Seguiu-se um longo período de crise política, culminando no assassinato do líder croata Stjepan Radić. Em resposta, Alexandre revogou a Constituição de Vidovdan em 1929, prorrogou o parlamento, mudou o nome do país para Reino da Iugoslávia e estabeleceu uma ditadura real. A Constituição de 1931 formalizou o governo pessoal de Alexandre e confirmou o estatuto da Iugoslávia como um estado unitário, agravando ainda mais a população não-sérvia. As tensões políticas e económicas aumentaram com a eclosão da Grande Depressão, que devastou o país predominantemente rural. Nas relações exteriores, Alexandre apoiou o Pacto dos Balcãs com a Grécia, a Romênia e a Turquia, e procurou melhorar as relações com a Bulgária.
Em 1934, Alexandre embarcou numa visita de Estado a França, a fim de garantir o apoio à Pequena Entente contra o revanchismo húngaro e os desígnios imperialistas da Itália. Durante uma escala em Marselha, foi assassinado por Vlado Chernozemski, membro da Organização Revolucionária Interna da Macedônia pró-búlgara, que recebeu assistência do croata Ustaše liderado por Ante Pavelić. O ministro das Relações Exteriores da França, Louis Barthou, também morreu no ataque. Alexandre foi sucedido por seu filho de onze anos, Pedro II, sob a regência de seu primo, o príncipe Paulo.

## Biografia
Alexandre Karađorđević nasceu em 16 de dezembro de 1888 no Principado de Montenegro como o quarto filho e segundo filho de Pedro Karađorđević e sua esposa, a princesa Zorka. Seu avô paterno, também chamado Alexandre, foi forçado a abdicar como príncipe da Sérvia e a entregar o poder à rival Casa de Obrenović. O avô materno de Alexandre era Nicolau I, Príncipe de Montenegro. Apesar de contar com o apoio do Império Russo, na época do nascimento e primeira infância de Alexandre, a Casa de Karađorđević estava em exílio político, com familiares espalhados por toda a Europa, incapazes de regressar à Sérvia. 
A Sérvia tinha sido recentemente transformada de principado em reino sob os Obrenovićs, que governavam com forte apoio da Áustria-Hungria. O antagonismo entre as duas casas reais rivais era tal que, após o assassinato do príncipe Mihailo Obrenović em 1868 (um evento do qual Karađorđevićs eram suspeitos de participar), os Obrenovićs recorreram a mudanças constitucionais, proclamando especificamente os Karađorđevićs proibidos de entrar na Sérvia e privando-os dos seus direitos cívicos.
Alexandre tinha dois anos quando sua mãe, a princesa Zorka, morreu em 1890 devido a complicações ao dar à luz seu irmão mais novo, André, que morreu 23 dias depois.
Alexandre passou a infância em Montenegro. Em 1894, seu pai viúvo levou os quatro filhos, incluindo Alexandre, para Genebra, onde o jovem completou o ensino fundamental. Ao lado de seu irmão mais velho, Jorge, ele continuou seus estudos no Corpo de Pajens imperial em São Petersburgo, Império Russo. O historiador britânico Robert Seton-Watson descreveu Alexandre como se tornando um russófilo durante sua estada em São Petersburgo, sentindo muita gratidão pela disposição do imperador Nicolau II em lhe dar um refúgio, onde foi tratado com muita honra e respeito.
Como pajem, Alexandre foi descrito como trabalhador e determinado, ao mesmo tempo que era um "solitário" que se mantinha reservado e raramente demonstrava seus sentimentos.  Ser um Karađorđević levou Alexandre a ser convidado por Nicolau II para jantar no Palácio de Inverno, onde foi convidado de honra nas refeições oferecidas pela família imperial russa, o que foi uma grande honra para um príncipe da família principesca deposta da Sérvia. 
Durante seu tempo em São Petersburgo, Alexandre visitou o Mosteiro de Alexandre Nevski, onde o abade deu a Alexandre um ícone do Príncipe Alexandre Nevski e o guiou até o túmulo do Marechal Alexander Suvorov.  Após sua visita ao mosteiro, Alexandre expressou o desejo de ser um grande general como o marechal Suvorov ou o príncipe Alexandre Nevski, dizendo que queria comandar um grande exército ou uma grande armada quando fosse homem. 
Em 1903 enquanto os jovens Jorge e Alexandre estavam na escola uma série de conspiradores deu um golpe de estado sangrento no Reino da Sérvia conhecido como Golpe de Maio, no qual o rei Alexandre e a rainha Draga foram assassinados e desmembrados. A Casa de Karađorđević retomou assim o trono sérvio depois de quarenta e cinco anos e o pai de Alexandre, de 58 anos, tornou-se rei da Sérvia, o que levou ao regresso de Jorge e Alexandre à Sérvia para continuarem os seus estudos. Após o 15º aniversário de Alexandre, o rei Pedro alistou Alexandre no Exército Real Sérvio como soldado raso, com instruções aos seus oficiais para apenas promoverem seu filho se ele se mostrasse digno.  Em 25 de março de 1909, Alexandre foi repentinamente chamado de volta a Belgrado por seu pai, sem nenhuma explicação além de que ele tinha um anúncio importante para seu filho.

### Tornando-se príncipe herdeiro

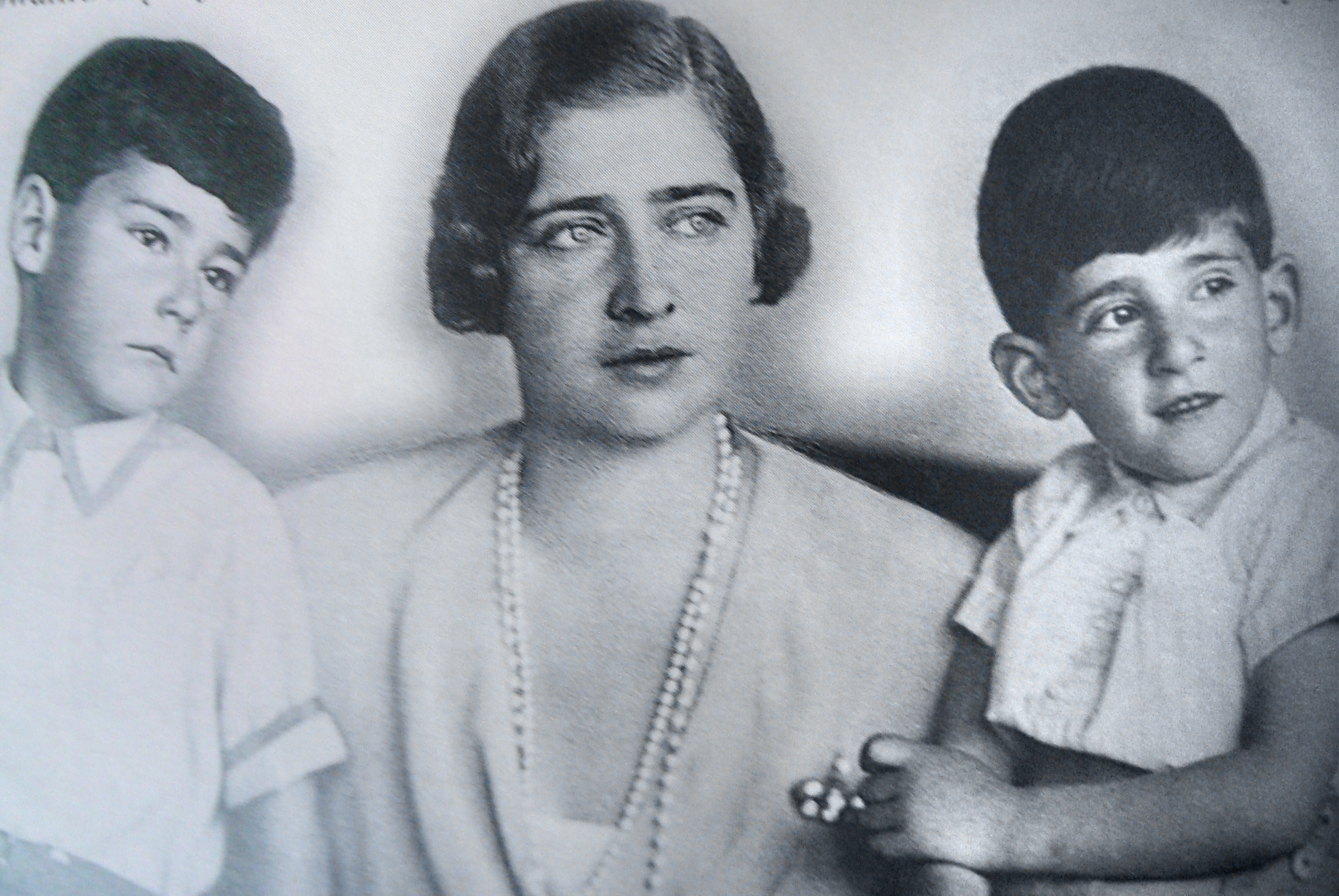
Rainha Maria com dois de seus filhos, Tomislav e Andrej

Um evento chave para o príncipe Alexandre ocorreu em 27 de março de 1909, quando seu irmão mais velho, o príncipe herdeiro Jorge, renunciou publicamente à sua reivindicação ao trono após forte pressão dos círculos políticos na Sérvia. Muitos na Sérvia, incluindo poderosas figuras políticas e militares, como o primeiro-ministro Nikola Pašić, bem como os oficiais de alta patente Dragutin "Apis" Dimitrijević e Petar Živković, que não apreciavam a natureza impulsiva e a personalidade instável e propensa a incidentes do jovem, há muito considerava Jorge incapaz de governar. Eles acreditavam que o príncipe Alexandre tinha as qualidades de um excelente soberano. O príncipe Alexandre doou uma grande soma em dinheiro para o jornal Pijemont (Piemonte)  (fundado em agosto de 1911), voltado para a Mão Negra.
Jorge matou seu servo Kolaković com um chute no estômago, o que serviu como gota d'água. A morte causou um enorme escândalo entre o público sérvio, bem como na imprensa austro-húngara, que noticiou extensivamente sobre o assunto, e o príncipe Jorge, de 21 anos, foi forçado a renunciar à sua reivindicação ao trono.
Em 1910, o príncipe herdeiro Alexandre quase morreu de tifo estomacal e ficou com problemas estomacais pelo resto da vida. No período que antecedeu a Primeira Guerra Balcânica de 1912-1913, Alexandre desempenhou o papel de diplomata, visitando Sófia para se encontrar com o czar Fernando da Bulgária para conversações secretas para uma Liga Balcânica, que pretendia expulsar os otomanos dos Bálcãs. Tanto a Bulgária como a Sérvia tinham reivindicações rivais sobre a região otomana da Macedônia, e as conversações com Fernando foram difíceis. Juntamente com o filho do czar Fernando, o príncipe herdeiro Boris (o futuro czar Boris III da Bulgária), Alexandre viajou para São Petersburgo para ver o imperador russo Nicolau II para pedir a mediação russa em certos pontos que dividiam os sérvios e os búlgaros. Em março de 1912, a Sérvia e a Bulgária assinaram uma aliança defensiva à qual mais tarde (maio de 1912) se juntou a Grécia.

## Guerras dos Balcãs e Primeira Guerra Mundial

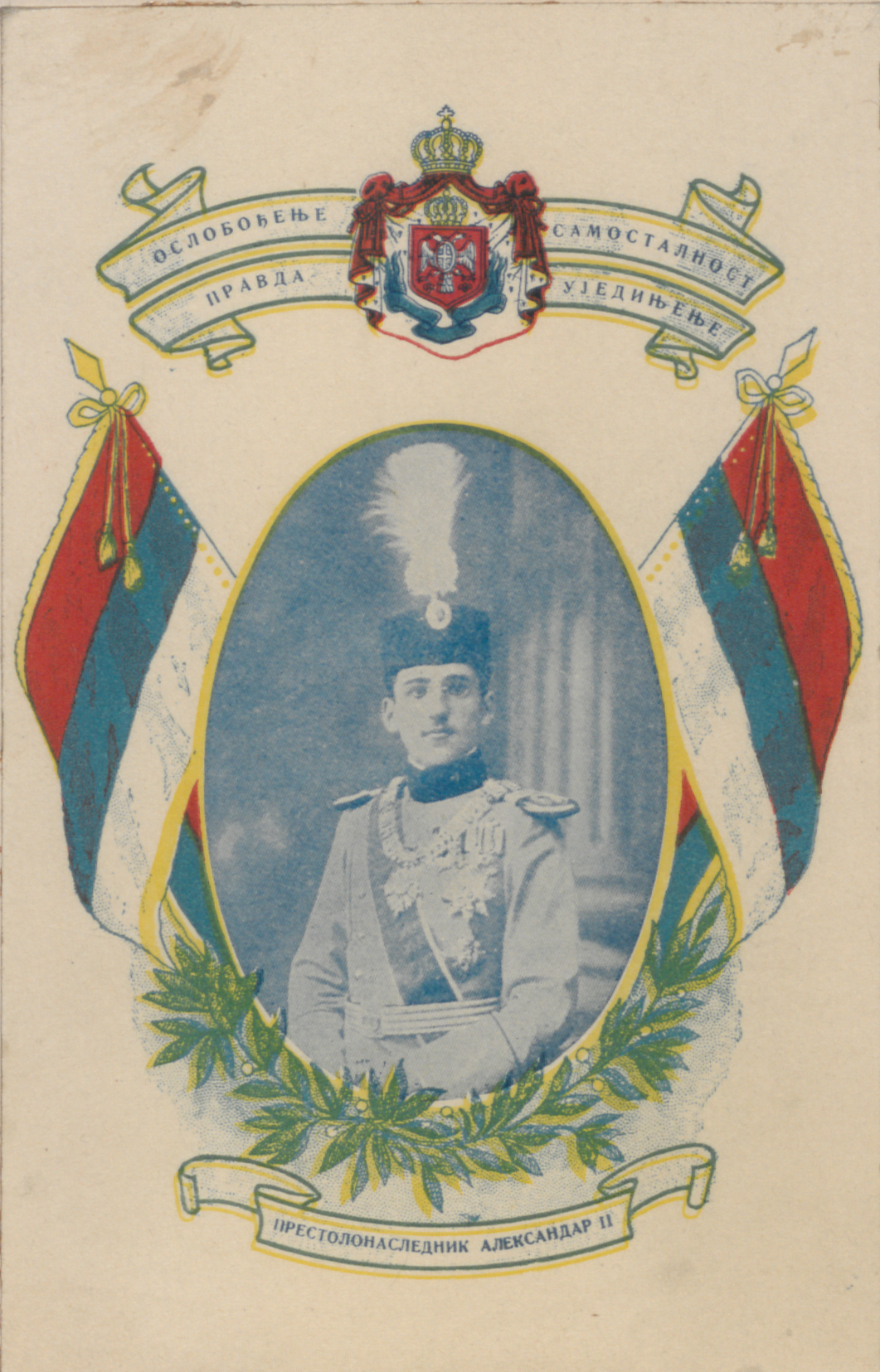
Um cartão postal de Alexandre durante a guerra

Em março de 1912, Alexandre teve uma reunião com dez comandantes militares seniores. Todos concordaram em pôr fim a todos os conflitos internos no exército e empenhar-se plenamente na realização dos objectivos nacionais, o que permitiu espaço para a consolidação antes das duas guerras sucessivas dos Balcãs.
Na Primeira Guerra dos Balcãs, em 1912, como comandante do Primeiro Exército, o príncipe herdeiro Alexandre travou batalhas vitoriosas em Kumanovo e Bitola. Um dos momentos mais queridos de Alexandre ocorreu quando ele expulsou os otomanos do Kosovo e, em 28 de outubro de 1912, liderou o exército sérvio numa revisão no Campo dos Melros.  O Campo dos Melros foi onde os sérvios sob o comando do príncipe Lazar foram derrotados em uma batalha lendária pelo sultão otomano Murade I em 28 de junho de 1389 e é considerado pelos sérvios como solo sagrado. Foi uma grande honra para ele prestar homenagem aos sérvios que haviam caído naquela batalha anterior.  No rescaldo da Primeira Guerra Balcânica, surgiram disputas entre os vencedores sobre o controlo da Macedónia, e a Sérvia e a Grécia assinaram uma aliança contra a Bulgária. Mais tarde, em 1913, durante a Segunda Guerra Balcânica, Alexandre comandou o Exército Sérvio na Batalha de Bregalnica contra os Búlgaros.
Após a retirada otomana de Skopje (a maioria dos quais tinha partido após a revolta albanesa de 1912), o príncipe Alexandre foi recebido com flores pela população local. Ele parou e perguntou a uma menina de sete anos, Vaska Zoicheva: "O que é você?" (Pa šta si ti?) Quando ela respondeu "Búlgaro!" (Bugarka!), o príncipe deu um tapa nela. Esta notícia do acontecimento espalhou-se rapidamente pela Bulgária. Em 1920 e 1921, as autoridades sérvias procuraram o pai da menina, Danail Zoichev, e ofereceram-lhe dinheiro para renunciar ao acontecimento como fictício, mas ele recusou.
No rescaldo da Segunda Guerra dos Balcãs, o Príncipe Alexandre tomou partido na complicada luta pelo poder sobre como a Macedónia deveria ser administrada. Nisso, Alexandre derrotou o coronel Dragutin Dimitrijević "Apis" e, na sequência disso, o pai de Alexandre, o rei Pedro, concordou em entregar os poderes reais a seu filho. Embora o coronel Dimitrijević tenha sido o mentor do golpe de 1903 que restaurou a Casa de Karađorđević ao trono sérvio, Alexandre desconfiava dele, em relação às suas tentativas de se estabelecer como um "fazedor de reis" e de fazer com que o exército sérvio fosse um "estado dentro do Estado" existente fora do controle civil como uma grande ameaça.
Além disso, Alexandre via Dimitrijević como um intrigante irresponsável que, tendo traído um rei, poderia sempre trair outro. Em janeiro de 1914, o primeiro-ministro sérvio Nikola Pašić enviou uma carta ao imperador Nicolau II na qual o rei Pedro expressava o desejo de que seu filho se casasse com uma das filhas de Nicolau. Nicolau, em sua resposta, afirmou que suas filhas não seriam forçadas a casamentos arranjados, mas observou que Alexandre, em suas viagens mais recentes a São Petersburgo, durante os jantares no Palácio de Inverno, continuou lançando olhares amorosos para a Grã-Duquesa Tatiana, levando-o a adivinhar que era com ela que Alexandre queria se casar. Em 24 de junho de 1914, Alexandre tornou-se regente da Sérvia.

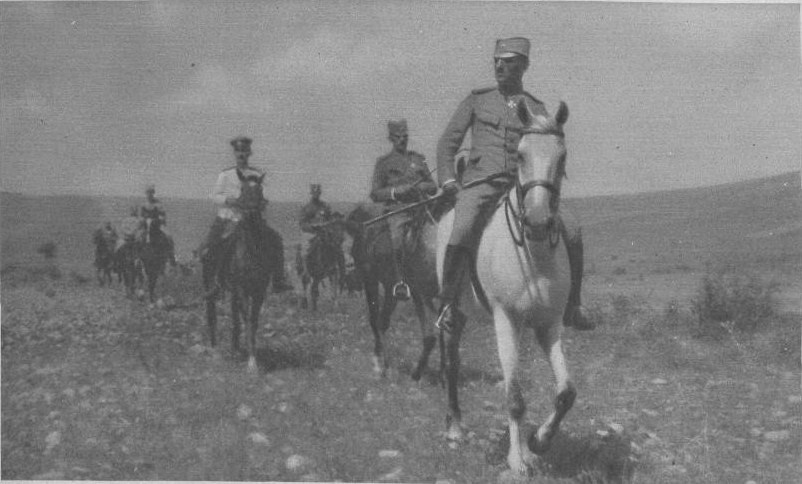
Príncipe Regente Alexandre na Frente da Macedônia em 1916.

Em 24 de julho de 1914, Alexandre foi um dos primeiros funcionários sérvios a ver o ultimato austríaco contendo termos escritos deliberadamente para inspirar rejeição. Recorrendo à Rússia em busca de ajuda, Alexandre foi aconselhado a ajudar o ultimato tanto quanto pudesse. Alexandre demorou a dizer que "foi o mais longe que um independente pôde" para aceitar o ultimato, já que a Sérvia aceitou todos os termos, exceto aquele que exigia que os policiais austríacos que investigavam o assassinato do arquiduque Francisco Ferdinando pudessem operar em solo sérvio com poderes de prisão, o que teria sido o fim efetivo da Sérvia como um estado independente. Como esperado, os austríacos declararam guerra à Sérvia e Alexandre dedicou-se a preparar a defesa da sua nação. Numa carta ao rei Nicolau de Montenegro, Alexandre escreveu: “Deus quis mais uma vez que o povo sérvio desse a vida pelos sérvios em todos os lugares... Rezo pelo apoio dos meus queridos e sábios antepassados".
Com a eclosão da Primeira Guerra Mundial, ele era o comandante supremo nominal do exército sérvio; o verdadeiro comando estava nas mãos do Chefe do Estado-Maior do Quartel-General Supremo, cargo ocupado por Stepa Stepanović (durante a mobilização), Radomir Putnik (1914–1915), Petar Bojović (1916–1917) e Živojin Mišić (1918). O exército sérvio destacou-se nas batalhas de Cer e no Drina (a Batalha de Kolubara) em 1914, obtendo vitórias contra as forças invasoras austro-húngaras e expulsando-as do país.

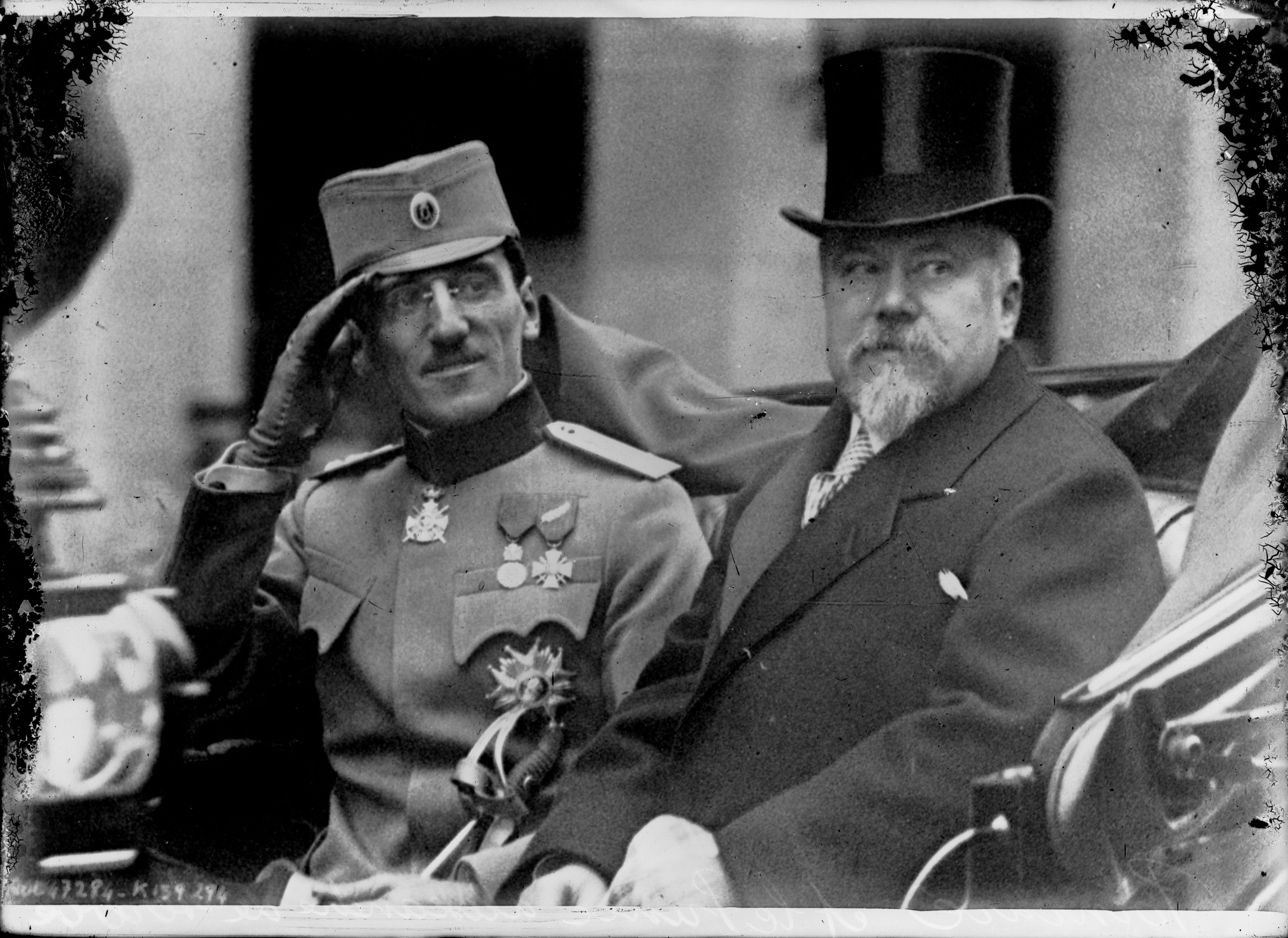
Regente Alexandre e Raymond Poincaré em 1916

O historiador britânico Max Hastings descreveu o Exército Real Sérvio em 1914 como o exército mais duro da Europa e também o mais igualitário, sem nenhuma das distinções de patente que caracterizavam os outros exércitos europeus, exemplificado pela forma como o Exército Sérvio era o único exército na Europa onde os oficiais apertariam a mão das outras patentes. No entanto, o exército sérvio sofreu grande escassez de equipamento, com um terço dos homens convocados em agosto de 1914 sem rifles ou munições e os novos recrutas sendo aconselhados a trazer suas próprias botas e roupas, pois não havia uniformes para eles. Alexandre ordenou que a polícia sérvia realizasse buscas em casas por toda a Sérvia para ver se havia rifles e munições a serem apreendidos para o exército.
Em 1915, o exército sérvio foi atacado em diversas frentes pelas forças aliadas da Alemanha e da Áustria-Hungria, sofrendo pesadas perdas. Em 7 de outubro de 1915, um grupo de exército austro-alemão sob o comando do marechal de campo August von Mackensen invadiu a Sérvia e, após encontrar forte resistência, tomou Belgrado em 9 de outubro. Em 14 de outubro de 1915, a Bulgária invadiu a Sérvia e em 16 de outubro os búlgaros tomaram Niš, cortando a ferrovia que ligava a Sérvia a Salônica, na Grécia. Sendo atacados do norte pelos austríacos e alemães e do sul pelos búlgaros, os sérvios, em 25 de novembro de 1915, foram forçados a entrar na região do Kosovo.

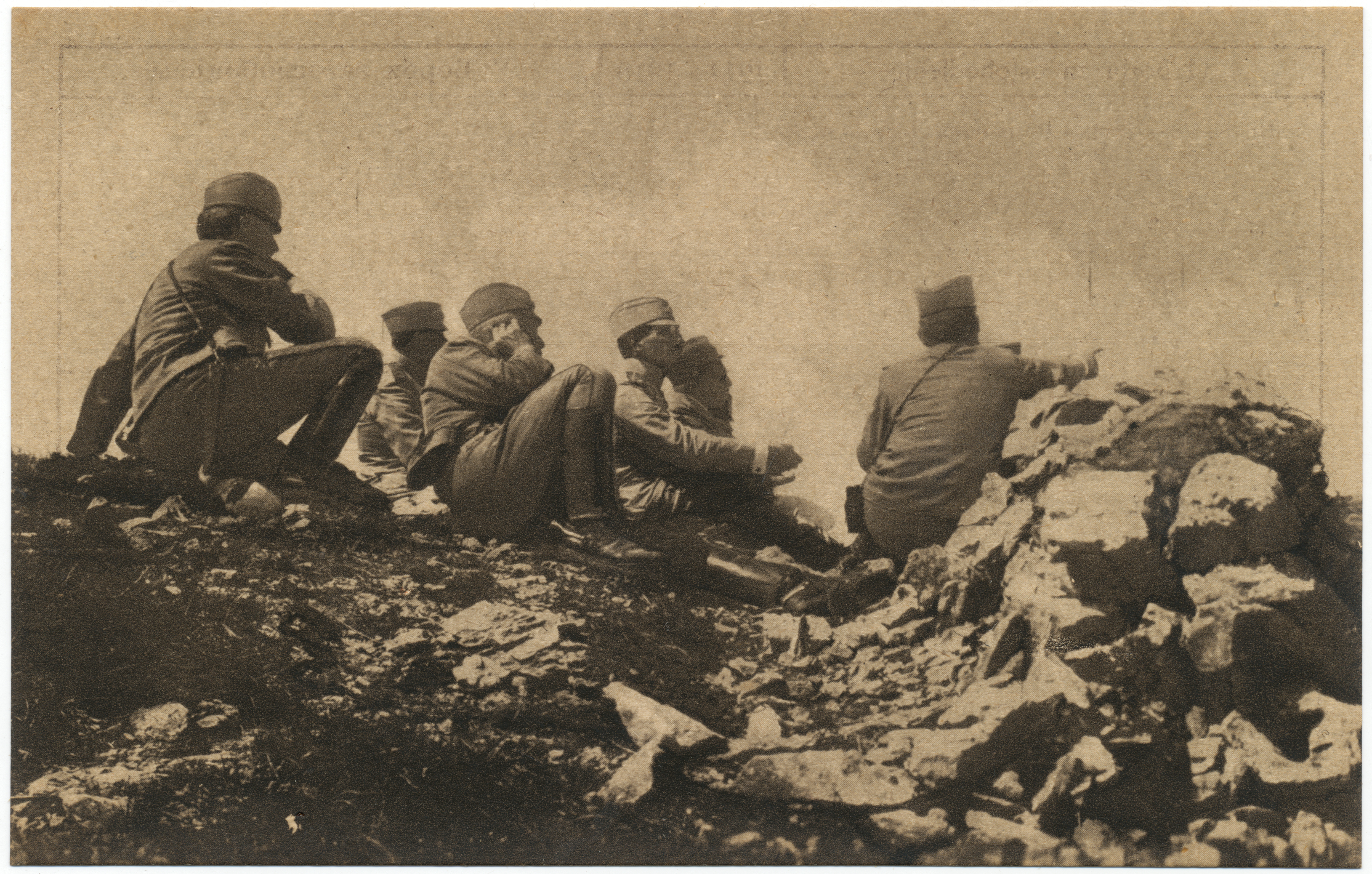
Regente Alexandre com altos oficiais vigiando posições militares durante a batalha de Kaymakchalan em 1916

Os massacres cometidos pelos austríacos em 1914, quando invadiram a Sérvia por duas vezes, causaram enorme pânico e centenas de milhares de sérvios fugiram das suas casas para escapar aos austríacos, o que atrasou enormemente o movimento do exército sérvio. O marechal de campo Radomir Putnik convenceu o príncipe herdeiro Alexandre e o rei Pedro de que era melhor manter o exército sérvio intacto para um dia libertar a Sérvia, em vez de resistir e lutar no Kosovo, como muitos oficiais sérvios queriam.

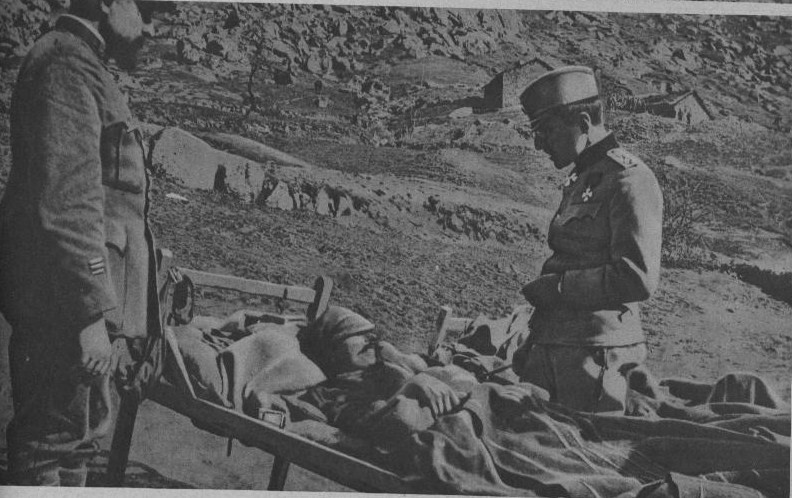
O regente Alexandre I visita feridos na Frente Macedônia em 1917

O Exército Sérvio retirou-se através dos desfiladeiros de Montenegro e do norte da Albânia até à ilha grega de Corfu, onde foi reorganizado. A marcha através das montanhas Prokletije ("amaldiçoadas") foi angustiante, pois o exército sérvio, juntamente com uma massa de refugiados, teve que cruzar montanhas que chegavam a 3 000 pés de altura no meio do inverno, com a temperatura média diária de -20°, enquanto lutando contra as tribos albanesas hostis com os exércitos da Áustria, Alemanha e Bulgária em sua perseguição. Muitos sérvios morreram ao longo do caminho, como um soldado sérvio escreveu em seu diário como os refugiados descansavam à beira da estrada: "Imobilizados pela neve, suas cabeças repousam sobre os seios. Os flocos de neve brancos dançam ao redor deles enquanto os ventos alpinos assobiam seus canções de morte. As cabeças de cavalos e bois que caíram sobressaem da neve". 
Enquanto os sérvios enfrentavam os ventos gelados e as nevascas, o único consolo para Alexandre era que o inverno também atrasava os exércitos alemão, austríaco e búlgaro sob o comando de von Mackensen que perseguiam o seu exército. Alexandre se expôs repetidamente ao perigo durante a marcha para o mar, enquanto sua saúde piorava. Ao chegar ao mar, os sérvios sobreviventes, que somavam cerca de 140 mil, foram resgatados por navios britânicos e franceses, que os levaram para Corfu.
Em setembro de 1915, estimava-se que o Exército Real Sérvio tinha a força de cerca de 420 000 homens, dos quais 94.000 foram mortos ou feridos, enquanto outros 174 000 foram capturados ou desaparecidos durante a campanha de outono de 1915 e a subsequente retirada para o mar. As perdas sofridas pelos civis sérvios durante a campanha do outono de 1915, juntamente com a retirada para o mar, nunca foram calculadas, mas são estimadas em enormes. A situação foi agravada ainda mais pelo surto de uma epidemia de tifo e febre recorrente que devastou o país em 1915. As perdas sérvias como percentagem da população foram as maiores de qualquer beligerante na guerra.

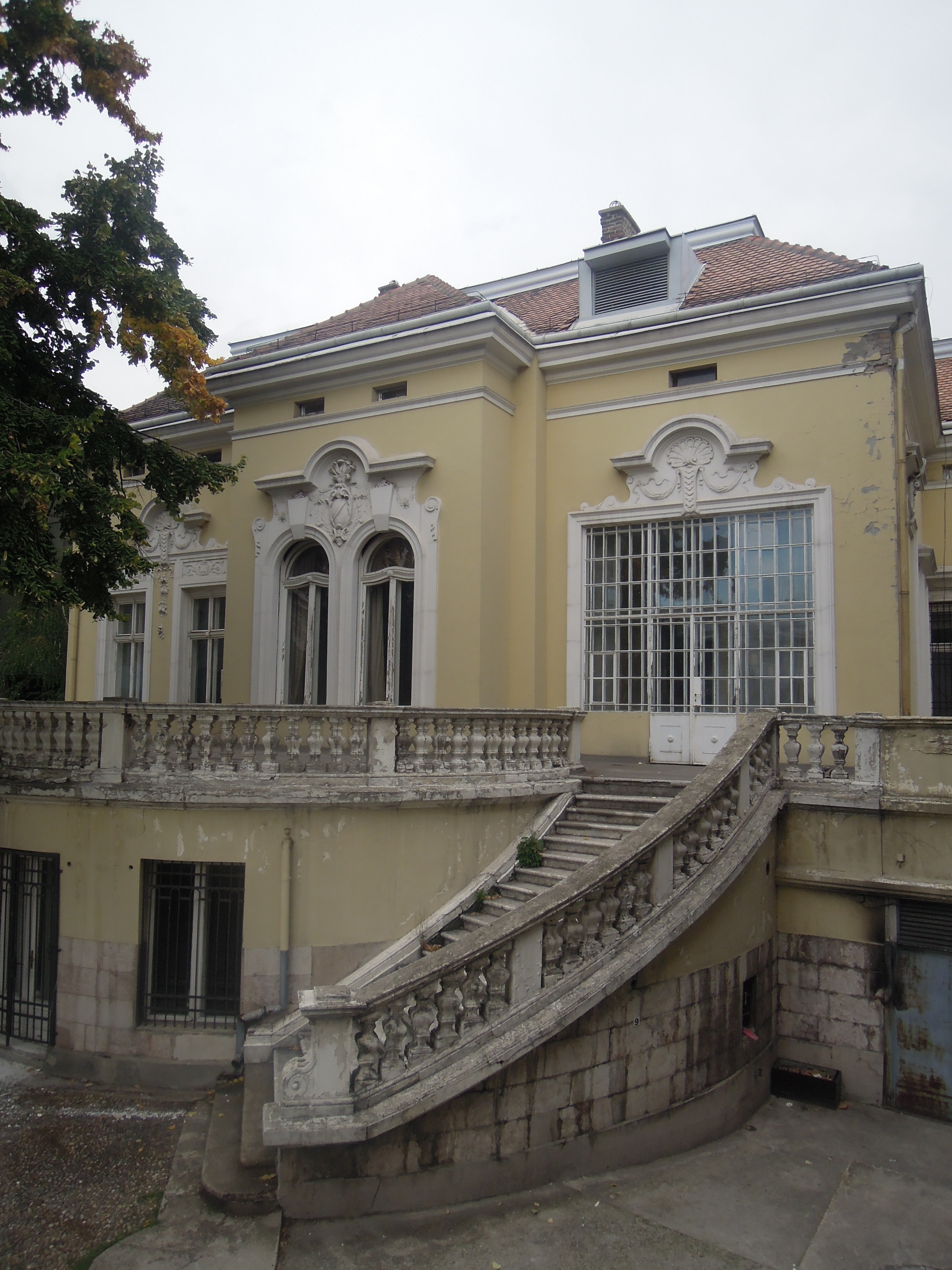
O Palácio Real, residência do regente Alexandre (1918–1922)

Os soldados sérvios sobreviventes foram finalmente levados para Salónica para se juntarem aos Armées alliées en Orient. No outono de 1916, a disputa de longa data de Alexandre com o grupo da Mão Negra chegou ao auge, quando o coronel Dimitrijević começou a criticar sua liderança. Suspeitando de uma ameaça ao trono, Alexandre prontamente mandou prender oficiais membros da Mão Negra em dezembro de 1916 e julgá-los por insubordinação; após suas condenações, Dimitrijević e vários outros líderes da Mão Negra foram executados por um pelotão de fuzilamento em 23 de junho de 1917.
Ao mesmo tempo, o governo sérvio no exílio liderado pelo primeiro-ministro Nikola Pašić estava em contato com o Comitê Iugoslavo, um grupo de croatas e eslovenos anti-Habsburgo liderado por Ante Trumbić que falava sobre a criação de uma nova nação a ser chamada de Iugoslávia. que uniria todos os povos eslavos do sul em um único estado. Em junho de 1917, a Declaração de Corfu foi assinada por Pašić e Trumbić prometendo a Iugoslávia após a guerra.
Alexandre parece ter duvidado dos planos para a Iugoslávia, pois durante toda a guerra ele falou em termos de libertação da Sérvia. A introdução dos 14 Pontos pelo presidente americano Woodrow Wilson em janeiro de 1918 aumentou as dúvidas de Alexandre sobre a Iugoslávia, já que o Ponto 10 falava de "autonomia substancial" no Império Austríaco após a guerra, não de sua divisão. Não querendo antagonizar Wilson, Alexandre favoreceu uma "grande Sérvia" que viu os sérvios anexarem certas províncias do Império Austríaco.  Embora o príncipe herdeiro tenha declarado num discurso durante uma visita à Grã-Bretanha que estava "lutando pela unidade iugoslava em um estado iugoslavo", quando se dirigiu aos seus próprios soldados, afirmou que estava lutando pelo "restabelecimento da Sérvia, nossa querida pátria".
Num sinal dos problemas que estavam por vir, Trumbić exigiu ter o direito de falar em nome dos eslavos do sul que viviam sob o domínio austríaco, uma exigência que Alexandre rejeitou sob o argumento de que o governo sérvio representava os eslavos do sul. Depois de o exército ter sido reagrupado e reforçado, obteve uma vitória decisiva na Frente da Macedônia, em Kajmakcalan. O exército sérvio desempenhou um papel importante no avanço final dos Aliados na Frente da Macedônia no outono de 1918. O debate sobre o que quer que o Exército Sérvio estivesse lutando pela Iugoslávia ou pela Sérvia se resolveu em outubro-novembro de 1918, quando o Império Austríaco entrou em colapso, deixando o Exército Real Sérvio entrar no vácuo.
Os italianos tinham ambições de anexar a Dalmácia, a Ístria e grande parte da Eslovênia, levando os croatas e os eslovenos a preferirem viver com os seus conterrâneos eslavos. Em 1 de dezembro de 1918, o Conselho Nacional pediu a Alexandre que declarasse a Sérvia unida às antigas províncias austríacas da Bósnia, Croácia e Eslovénia com base na declaração de Corfu. A Sérvia foi devastada pela guerra e 1 em cada 5 sérvios que estavam vivos em 1914 estava morto em 1918. Grande parte do tempo de Alexandre nos anos imediatos do pós-guerra seria dedicado à reconstrução.

## Rei da Iugoslávia

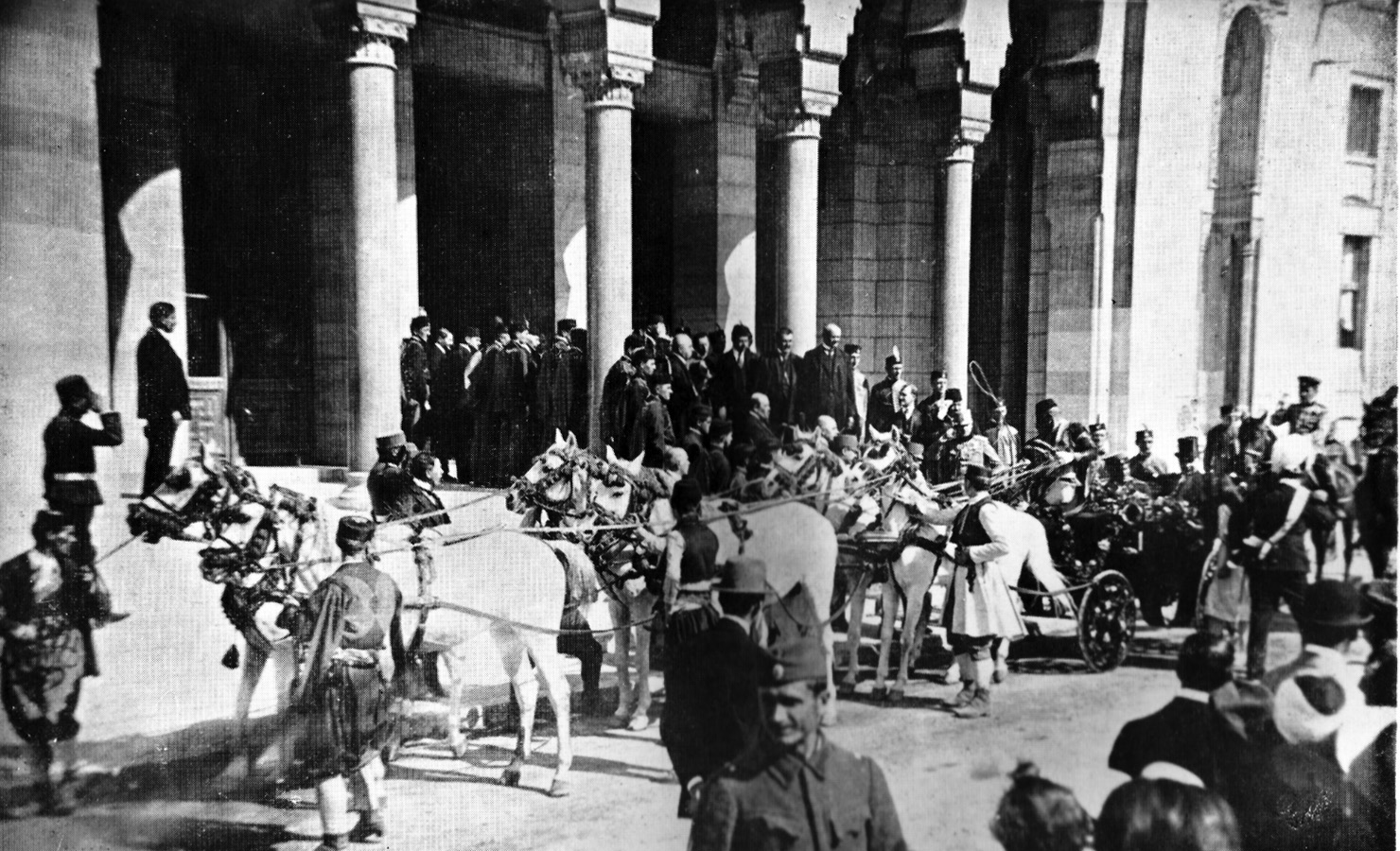
O regente Alexandre I visitou Sarajevo pela primeira vez em 1920.

Em 1º de dezembro de 1918, em um cenário pré-combinado, Alexandre, como Príncipe Regente, recebeu uma delegação do Conselho Popular de Eslovenos, Croatas e Sérvios, um discurso foi lido por um membro da delegação e Alexandre fez um discurso de aceitação. Este foi considerado o nascimento do Reino dos Sérvios, Croatas e Eslovenos. Um dos primeiros atos de Alexandre como Príncipe Regente do novo reino foi declarar o seu apoio à exigência generalizada de reforma agrária, afirmando: "No nosso estado livre só podem e haverá proprietários de terras livres".
Em 25 de fevereiro de 1919, Alexandre assinou um decreto de reforma agrária dividindo todas as propriedades feudais acima do tamanho de 100 jugos cadastrais, com compensação a ser paga aos antigos proprietários de terras, exceto aqueles que pertenciam à Casa de Habsburgo e às outras famílias governantes dos estados inimigos na Grande Guerra. Ao abrigo do decreto de reforma agrária, cerca de dois milhões de hectares de terra foram entregues a meio milhão de famílias camponesas, embora a implementação tenha sido muito lenta, demorando 15 anos até a reforma agrária estar concluída.
Tanto na Macedônia como na Bósnia-Herzegovina, a maioria dos proprietários que perderam terras eram muçulmanos, enquanto a maioria dos seus antigos inquilinos que receberam as terras eram cristãos, e em ambos os lugares a reforma agrária foi vista como um ataque ao poder político e económico da a nobreza muçulmana. Na Croácia, na Eslovênia e na Voivodina, a maioria dos proprietários que perderam as suas terras eram nobres austríacos ou húngaros que geralmente não residiam nesses locais, o que significa que, por mais que se ressentissem com a perda das suas terras, ela não tinha o tipo de das repercussões políticas que teve na Macedónia e na Bósnia, onde viviam os proprietários albaneses e muçulmanos bósnios.

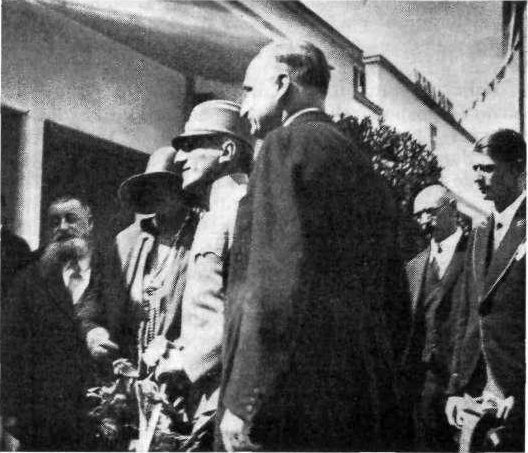
Regente Alexandre na cerimônia de abertura da primeira Feira de Liubliana na Eslovênia em 1920.

Em 16 de agosto de 1921, após a morte de seu pai, Alexandre ascendeu ao trono do Reino dos Sérvios, Croatas e Eslovenos, que desde o seu início foi coloquialmente conhecido tanto no Reino como no resto da Europa como Iugoslávia. A historiadora Brigit Farley descreveu Alexandre como uma espécie de cifra para os historiadores, pois ele era um homem taciturno e reservado que detestava expressar seus sentimentos pessoalmente ou por escrito. Como Alexandre não manteve nenhum diário nem escreveu memórias, Farley escreveu que qualquer biografia de Alexandre poderia facilmente ser intitulada "Em busca do rei Alexandre", já que ele continua sendo uma figura indescritível e enigmática.
O historiador britânico Robert Seton-Watson, que conhecia bem Alexandre, chamou-o de soldado mais confortável em um ambiente militar, muito quieto e surpreendentemente modesto para um rei. Seton-Watson descreveu Alexandre como tendo uma personalidade "autocrática", um homem que foi antes de tudo um soldado que passou "seis dos seus anos de formação" no exército sérvio, o que o deixou com uma "perspectiva militar que o incapacitava para lidar com os delicados problemas do governo constitucional e que dificultaram o compromisso para ele".
Seton-Watson escreveu que Alexandre "...era muito corajoso, embora nunca tenha sido um homem de físico forte ou saúde robusta. Ele tinha uma forte firmeza de propósito, grande devoção ao dever, capacidade de trabalho sustentado. Ele tinha grande charme e simplicidade de maneiras. Ele era acessível e muito aberto a opiniões - embora raramente agisse de acordo com elas, e embora ocasionalmente reagisse com violência positiva, como no caso do esloveno Zerjav que desmaiou em sua presença.
Uma das coisas que os historiadores podem ter certeza sobre Alexandre era sua crença em manter a Iugoslávia como um estado unitário e sua oposição consistente ao federalismo, que ele acreditava que levaria ao desmembramento da Iugoslávia e talvez ao seu próprio assassinato. Por sua vez, a oposição de Alexandre ao federalismo estava relacionada com a sua crença de que numa Iugoslávia federalizada, os sérvios prečani seriam discriminados pelos croatas e pelos muçulmanos bósnios, uma vez dizendo a um padre ortodoxo sérvio que o federalismo seria "apunhalar os sérvios pelas costas".

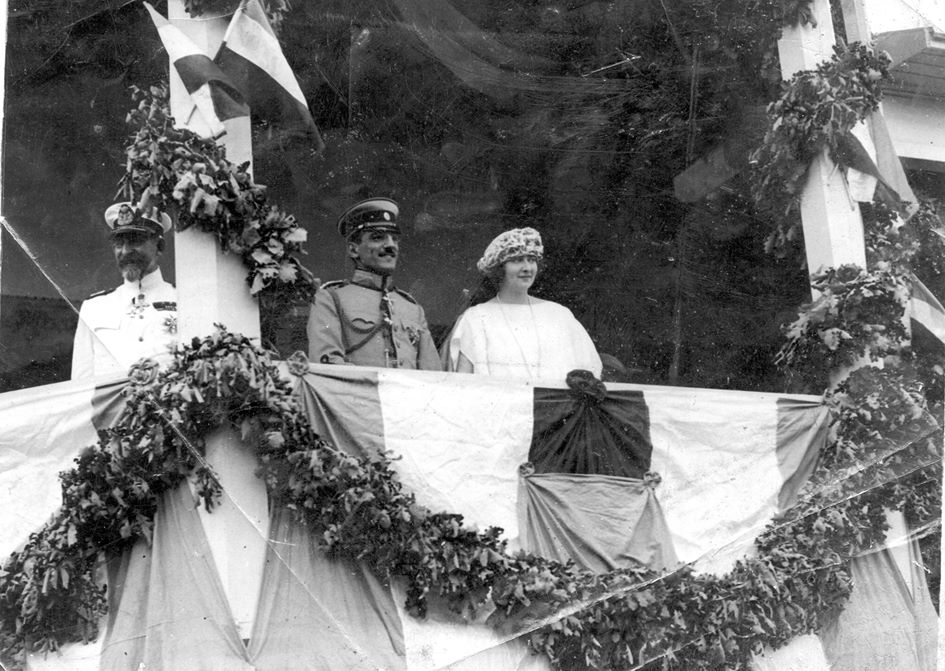
O casamento do rei Alexandre I e da princesa Maria da Romênia em 1922.

Como Karađorđević, Alexandre estava muito consciente da longa rivalidade de sangue entre as Casas de Obrenović e Karađorđević que desfigurou a política sérvia no século 19 e que o golpe de estado de 1903 que finalmente derrubou os Obrenovićs e levou à recuperação dos Karađorđevićs o trono aconteceu porque o último rei Obrenović, Alexandre, foi amplamente visto como demasiado subserviente à Áustria-Hungria e como tendo traído os interesses sérvios. Por causa das frequentes mudanças na lealdade no Exército Real Sérvio no século 19 entre as famílias reais rivais, Alexandre nunca se convenceu inteiramente de que o corpo de oficiais do Exército Real Iugoslavo dominado pelos sérvios fosse completamente leal a ele, e sempre teve o medo se ele fosse visto traindo a Sérvia como o último rei Obrenović, ele também poderia ser deposto e morto.

Rei Alexandre I em 1926, Palácio do Eliseu, Paris, França.

Em 8 de junho de 1922, casou-se com a princesa Maria da Romênia, filha de Fernando I da Romênia. Eles tiveram três filhos: o príncipe herdeiro Pedro e os príncipes Tomislav e Andrej. Diz-se que ele desejava se casar com a grã-duquesa Tatiana Nikolaevna da Rússia, prima de sua esposa e segunda filha do czar Nicolau II, e ficou perturbado com sua morte prematura na Guerra Civil Russa. O russófilo Alexandre ficou horrorizado com os assassinatos da Casa de Romanov - incluindo a Grã-Duquesa Tatiana - e durante o seu reinado foi muito hostil para com a União Soviética, acolhendo emigrados russos em Belgrado.
O luxuoso casamento real com a princesa Maria da Roménia pretendia cimentar a aliança com a Roménia, uma "nação vencedora" na Primeira Guerra Mundial que, tal como a Jugoslávia, tinha disputas territoriais com nações derrotadas como a Hungria e a Bulgária. Para Alexandre, o casamento real foi especialmente satisfatório com a presença da maioria das famílias reais da Europa, o que mostrou que a Casa de Karađorđević, uma família de origem camponesa que não era apreciada por massacrar a Casa rival de Obrenović em 1903, foi finalmente aceita pelo resto da realeza europeia.

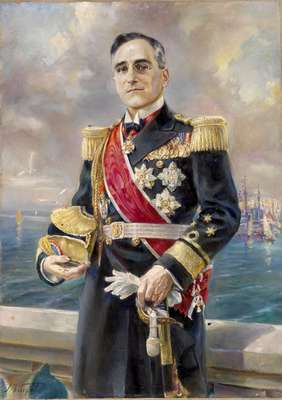
Rei Alexandre I com uniforme de Almirante da Marinha no Adriático 1930, óleo sobre tela, obra de Ivan Vavpotič, Museu Nacional da Eslovênia.

Na política externa, Alexandre favoreceu a manutenção do sistema internacional criado em 1918-19, e em 1921 a Jugoslávia juntou-se à Pequena Entente com a Checoslováquia e a Romênia para se proteger contra a Hungria. A Hungria recusou-se a aceitar o Tratado de Trianon e fez reivindicações territoriais contra os três estados da Pequena Entente.
Em 1921, o veterano de guerra e comunista Spasoje Stejić Baćo tentou assassinar o rei Alexandre jogando uma bomba em sua carruagem. A bomba foi lançada de uma varanda e ficou presa nos fios telefônicos e acabou ferindo vários transeuntes.
O principal inimigo da Iugoslávia na década de 1920 era a Itália fascista, que queria muito do que hoje é a Eslovênia e a Croácia modernas. As origens da disputa ítalo-iugoslava diziam respeito à alegação italiana de que eles haviam sido "enganados" no que lhes havia sido prometido no Tratado secreto de Londres em 1915, na conferência de paz de Paris em 1919. Foi em grande parte por medo da Itália que Alexandre assinou, em 1927, um tratado de aliança com a França, que se tornou, portanto, o principal aliado da Iugoslávia. Na verdade, Alexandre I e Benito Mussolini eram arquirrivais.
A partir de 1926, uma aliança dos democratas sérvios liderada por Svetozar Pribićević e do Partido Camponês Croata liderado por Stjepan Radić obstruiu sistematicamente a skupština para pressionar pelo federalismo para a Iugoslávia, obstruindo e apresentando moções absurdas para impedir o governo de aprovar quaisquer projetos de lei. Em resposta ao obstrucionismo dos partidos da oposição, em junho de 1928, um deputado frustrado de Montenegro sacou a sua arma e disparou contra Radić no chão da skupština. O carismático Radić, o "rei sem coroa da Croácia", inspirou intensa devoção na Croácia e o seu assassinato foi visto como uma espécie de declaração de guerra sérvia. O assassinato empurrou a Iugoslávia à beira da guerra civil e levou Alexandre a considerar a "amputação" da Croácia preferível ao federalismo.
Alexandre refletiu com Pribićević que: "Não podemos ficar juntos com os croatas. Como não podemos, seria melhor nos separarmos. A melhor maneira de ser efetuar uma separação pacífica como a Suécia e a Noruega fizeram". Quando Pribićević protestou que isso seria um ato de "traição", Alexandre disse-lhe que pensaria mais sobre o que fazer. Alexandre nomeou o padre católico esloveno, padre Anton Korošec, primeiro-ministro com um mandato, nomeadamente impedir a descida para a guerra civil. Em 1 de dezembro de 1928, as suntuosas celebrações do 10º aniversário da fundação do Reino trino dos Sérvios, Croatas e Eslovenos, organizadas pelo governo, levaram a tumultos que deixaram 10 mortos em Zagreb.
Em resposta à crise política desencadeada pelo assassinato de Stjepan Radić, o rei Alexandre aboliu a Constituição em 6 de janeiro de 1929, prorrogou o Parlamento e introduziu uma ditadura pessoal (a chamada "Ditadura de 6 de janeiro", Šestojanuarska diktatura). Um dos primeiros actos do novo regime foi levar a cabo uma purga da função pública, com um terço da função pública a ser despedido em maio de 1929, numa tentativa de responder às queixas populares sobre a corrupção desenfreada na burocracia. Ele também mudou o nome do país para Reino da Iugoslávia e mudou as divisões internas dos 33 oblasts para nove novas banovinas em 3 de outubro. Das banovinas, apenas uma tinha maioria eslovena, duas tinham maiorias croatas e as restantes tinham maiorias sérvias, o que irritou especialmente os muçulmanos bósnios que estavam em minoria em todas as banovinas.
A forma como as banovinas se basearam em novas fronteiras que não correspondiam às fronteiras regionais históricas gerou muito ressentimento, especialmente na Bósnia e na Croácia. As banovinas foram nomeadas de acordo com a topografia da Iugoslávia, e não com nomes históricos, em uma tentativa de enfraquecer as lealdades regionais, sendo governadas por proibições designadas pelo rei. No mesmo mês, tentou banir por decreto o uso do cirílico sérvio para promover o uso exclusivo do alfabeto latino na Iugoslávia.
Alexandre substituiu as três bandeiras regionais do reino trino dos sérvios, croatas e eslovenos por uma única bandeira para todo o país, introduziu um único código legal para o seu reino, impôs um único código fiscal para que todos os seus súditos pagassem o mesmo imposto. taxa, e um Banco Agrário Iugoslavo foi criado através da fusão de todos os bancos agrários regionais em um só. Alexandre tentou promover um senso de identidade iugoslava sempre tirando férias na Eslovênia, batizando seu segundo filho com o nome de um rei croata e sendo padrinho de uma criança muçulmana da Bósnia. Alexandre confraternizava frequentemente com pessoas comuns, sendo conhecido pelo seu hábito de fazer visitas não anunciadas a várias aldeias por toda a Iugoslávia para conversar com pessoas comuns, mas após a proclamação da ditadura real, o seu círculo social consistia em alguns generais e cortesãos, causando o rei perdesse contato com seus súditos.

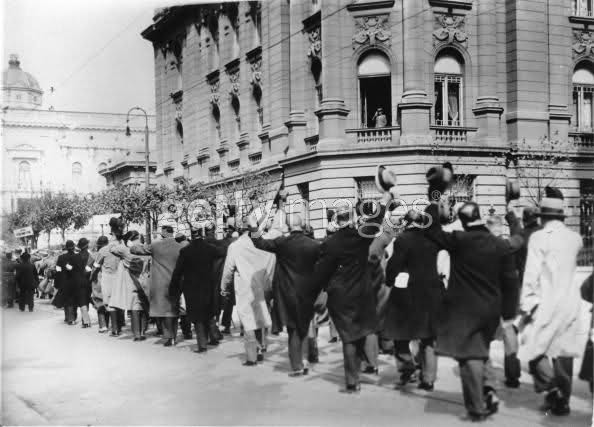
O rei Alexandre saúda os veteranos de guerra da janela do palácio em Belgrado, em 1931.

Na Sérvia, a ditadura real pela primeira vez transformou Alexandre numa figura impopular. O historiador britânico Richard Crampton escreveu que muitos sérvios "...foram alienados pela tentativa, embora malsucedida, de diminuir o domínio sérvio, ao qual, para piorar a situação, foram atribuídas muitas das falhas do sistema anterior. Alexandre havia implicitamente feito os sérvios, os defensores mais confiáveis do centralismo, os vilões da peça Vidovdan". A ditadura real foi vista na Croácia apenas como uma forma de dominação sérvia, e um dos resultados foi um aumento acentuado no apoio à fascista Ustashe, que defendia a conquista da independência croata através da violência.
Em 1931, a Ustashe estava a travar uma campanha terrorista de bombardeamentos, assassinatos e sabotagem, o que, pelo menos em parte, explicava a relutância de Alexander em envolver-se com pessoas comuns, como fez no passado, por medo de ser assassinado. Em 14 de fevereiro de 1931, Alexandre visitou Zagreb, e os homens do distrito de Turnopolje, que durante séculos sempre forneceram uma guarda de honra montada para qualquer visitante real em Zagreb, não compareceram, um desprezo que mostrou o quão impopular Alexandre se tornara na Croácia. Em 19 de fevereiro de 1931, o historiador croata Milan Šufflay foi assassinado por agentes policiais, tornando-se uma causa célebre internacional com Albert Einstein e Heinrich Mann liderando uma campanha para pressionar Alexander a processar os assassinos de Šufflay.
A Grande Depressão foi especialmente grave na Jugoslávia predominantemente rural, pois causou deflação que levou ao colapso dos preços dos produtos agrícolas. O político croata Ante Trumbić resumiu os sentimentos de muitos quando fez um discurso no início de 1931 afirmando: "Estamos numa crise, uma crise económica, financeira e moral. Não há crédito material ou moral no país. Ninguém acredita em nada. não mais!". No entanto, Alexandre permanece imperturbável, afirmando numa entrevista à imprensa: "A política iugoslava nunca mais será impulsionada por estreitos interesses religiosos, regionais ou nacionais". Em resposta à pressão dos aliados da Jugoslávia, especialmente da França e da Checoslováquia, levou Alexandre a decidir diminuir a ditadura real, introduzindo uma nova constituição que permitisse que a skupština se reunisse novamente.
Em 1931, Alexandre decretou uma nova Constituição que transferiu o poder executivo para o rei. As eleições deveriam ser por sufrágio universal masculino. A disposição para uma votação secreta foi abandonada e a pressão sobre os funcionários públicos para votarem no partido do governo seria uma característica de todas as eleições realizadas sob a constituição de Alexandre. Além disso, o rei nomearia diretamente metade da câmara alta, e a legislação poderia tornar-se lei com a aprovação apenas de uma das casas, se também fosse aprovada pelo rei. A constituição de 1931 manteve a Jugoslávia como um estado unitário, o que enfureceu os povos não-sérvios que exigiam uma federação e viam a ditadura real de Alexandre como uma dominação sérvia mal disfarçada. Nas eleições para a skupština, em dezembro de 1931 – janeiro de 1932, o apelo dos partidos da oposição para boicotar a votação foi amplamente atendido, um sinal de insatisfação popular com a nova constituição.
Em resposta ao empobrecimento do campo causado pela Grande Depressão, Alexander reafirmou num discurso o direito de cada família camponesa a uma quantidade mínima de terra que não poderia ser confiscada por um banco em caso de incumprimento da dívida. Em 1932, ele emitiu um decreto suspendendo todos os pagamentos de dívidas dos agricultores aos bancos por seis meses e proibiu mais execuções hipotecárias por parte dos bancos contra os agricultores.  As medidas de Alexander que impediram os bancos de executar a hipoteca sobre os agricultores que não conseguiam pagar os seus empréstimos salvaram muitos camponeses da ruína e evitaram que as dificuldades económicas no campo se tornassem políticas, mas, a longo prazo, as suas políticas não resolveram os problemas económicos da zona rural. áreas.
As perdas sofridas pelos bancos e a sua incapacidade de executar a hipoteca sobre os agricultores que tinham empréstimos inadimplentes fizeram com que os bancos não estivessem dispostos a conceder novos empréstimos aos agricultores. Como a agricultura jugoslava, especialmente nas partes do sul do país, estava atrasada, os agricultores precisavam de empréstimos para modernizar as suas explorações agrícolas, mas a relutância dos bancos em emprestar aos agricultores tornou impossível a modernização das explorações agrícolas na década de 1930.
Em setembro de 1932, o amigo de Alexander, o político croata Ante Trumbić, deu uma entrevista ao jornal The Manchester Guardian, onde afirmou que a vida dos croatas comuns era melhor quando faziam parte do império austríaco e afirmou que talvez os croatas estivessem em melhor situação se eles romperam com a Iugoslávia para formar seu próprio estado.  Para Alexander, que sempre respeitou e gostou de Trumbić, ver o seu antigo amigo chegar muito perto de abraçar o separatismo croata foi um golpe doloroso.  Em 7 de novembro de 1932, Trumbić e Vladko Maček do Partido Camponês Croata emitiram os chamados Pontos de Zagreb, que exigiam uma nova constituição que transformaria a Iugoslávia em uma federação, e declararam que os croatas exigiriam a independência.
Alexandre prendeu Maček sem acusações, mas a emissão dos Pontos de Zagreb inspirou os outros povos a emitir declarações semelhantes com os eslovenos emitindo os Pontos de Ljubljana, os muçulmanos bósnios emitindo os Pontos de Sarajevo e os magiares emitindo os pontos de Novi Sad. O surgimento de um movimento de oposição multiétnico que abraçava os povos não-sérvios ameaçou dividir o país e forçou Alexandre a aliviar o nível de repressão enquanto os seus ministros o avisavam de que não poderia prender o país inteiro.
Na Macedónia, a Organização Revolucionária Interna da Macedónia continuava a sua longa luta de guerrilha, enquanto na Croácia a situação de segurança deteriorou-se ainda mais em 1932. No final de 1932, a Ustashe tinha explodido centenas de comboios e assassinado centenas de funcionários do governo. A resposta muitas vezes violenta dos gendarmes, maioritariamente sérvios, ao terrorismo Ustashe alimentou mais apoio à Ustashe. Para muitos, parecia que a Iugoslávia estava a deslizar para a guerra civil que o "auto-golpe" de Alexandre em janeiro de 1929 deveria evitar.

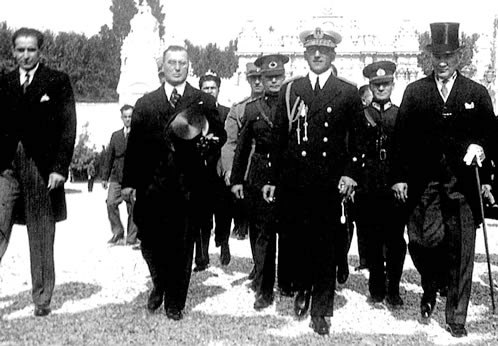
Rei Alexandre I da Iugoslávia e Mustafa Kemal Atatürk, o primeiro presidente da República da Turquia, em 1933.

A partir de 1933, Alexander ficou preocupado com a Alemanha Nazista. Em março de 1933, o ministro francês em Belgrado, Paul-Émile Naggiar, disse a Alexandre que a França estava seriamente preocupada com a estabilidade da Jugoslávia e alertou que o Rei não poderia continuar a governar face à oposição da maioria dos seus súbditos e que Paris viu que Alexandre estava começando a se tornar um problema para a França. Naggiar previu que o novo regime na Alemanha iria desafiar a ordem internacional criada pelo Tratado de Versalhes, mais cedo ou mais tarde, e que a França precisava que a Iugoslávia fosse estável e forte, o que levou Naggiar a aconselhar o rei a adoptar o federalismo para o seu reino.
No entanto, um ponto de acordo de Alexandre com Mussolini era o seu medo do Anschluss, que tornaria a Alemanha um vizinho direto da Iugoslávia. Alexandre não desejava ter a Alemanha como vizinha, o que o levou a apoiar a continuação da independência austríaca. Apesar da sua aversão ao comunismo, o Rei apoiou, embora de uma forma muito cautelosa e hesitante, os planos do Ministro dos Negócios Estrangeiros francês, Louis Barthou, de trazer a União Soviética para uma frente destinada a conter a Alemanha. Em 1933-34, Alexandre tornou-se o proponente de um Pacto dos Balcãs, que uniria a Iugoslávia, a Grécia, a Romênia e a Turquia.
Embora o Pacto dos Balcãs fosse dirigido principalmente contra a Itália e os seus aliados (Hungria, Albânia e Bulgária), Alexandre esperava que o pacto pudesse fornecer alguma protecção contra a Alemanha. Após o golpe de Estado de Maio de 1934 em Sófia, o rei Alexandre também esperava que a Bulgária se juntasse à Entente dos Balcãs. O novo governo búlgaro iniciou a repressão contra a IMRO. Em setembro de 1934, Alexandre visitou Sófia para melhorar as relações com a Bulgária. Uma organização militar búlgara, Zveno, apoiou a unificação da Bulgária e da Albânia na Iugoslávia, que concordava com a política de Alexandre, Bálcãs para os povos balcânicos.

## Assassinato
Após o levante Velebit dos Ustaše em novembro de 1932, Alexander disse através de um intermediário ao governo italiano: "Se você quiser causar distúrbios sérios na Iugoslávia ou causar uma mudança de regime, você precisa me matar. Atire em mim e certifique-se de que acabaram comigo, porque essa é a única maneira de fazer mudanças na Iugoslávia".
O ministro dos Negócios Estrangeiros francês, Louis Barthou, tentou em 1934 construir uma aliança destinada a conter a Alemanha, composta pelos aliados da França na Europa Oriental, como a Jugoslávia, juntamente com a Itália e a União Soviética.  A rivalidade de longa data entre Benito Mussolini e o rei Alexandre complicou o trabalho de Barthou, já que Alexandre se queixou das reivindicações italianas contra o seu país, juntamente com o apoio italiano ao revisionismo húngaro e ao Ustaše croata. 
Enquanto a Iugoslávia, aliada francesa, continuasse a ter disputas com a Itália, os planos de Barthou para uma reaproximação ítalo-francesa permaneceriam natimortos. Durante uma visita a Belgrado em junho de 1934, Barthou prometeu ao rei que a França pressionaria Mussolini a assinar um tratado sob o qual ele renunciaria às suas reivindicações contra a Iugoslávia. Alexander estava cético em relação ao plano de Barthou, observando que havia centenas de Ustašhi abrigados na Itália e havia rumores de que Mussolini havia financiado uma tentativa malsucedida dos Ustaše de assassiná-lo em dezembro de 1933.
Mussolini passou a acreditar que era apenas a personalidade de Alexandre que mantinha a Iugoslávia unida e que se o rei fosse assassinado, a Iugoslávia entraria em guerra civil, o que permitiria à Itália anexar certas regiões da Iugoslávia sem o medo da França. No entanto, a França era o aliado mais próximo da Iugoslávia, e Barthou convidou Alexandre para uma visita à França para assinar um acordo franco-iugoslavo que permitiria a Barthou "ir para Roma com a certeza do sucesso". Como resultado das mortes anteriores de três familiares às terças-feiras, Alexandre recusou-se a realizar quaisquer funções públicas naquele dia da semana. Na terça-feira, 9 de outubro de 1934, porém, ele não teve escolha, pois chegava a Marselha para iniciar uma visita de Estado à França para fortalecer a aliança de ambos os países na Pequena Entente.

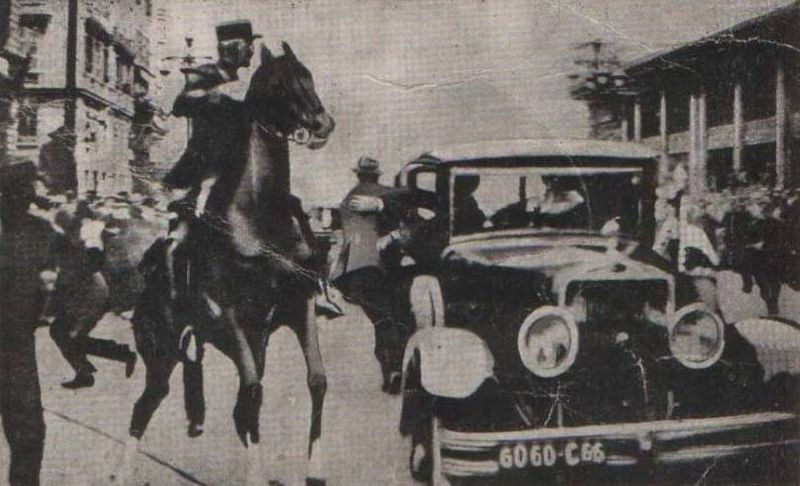
Uma fotografia do assassinato.

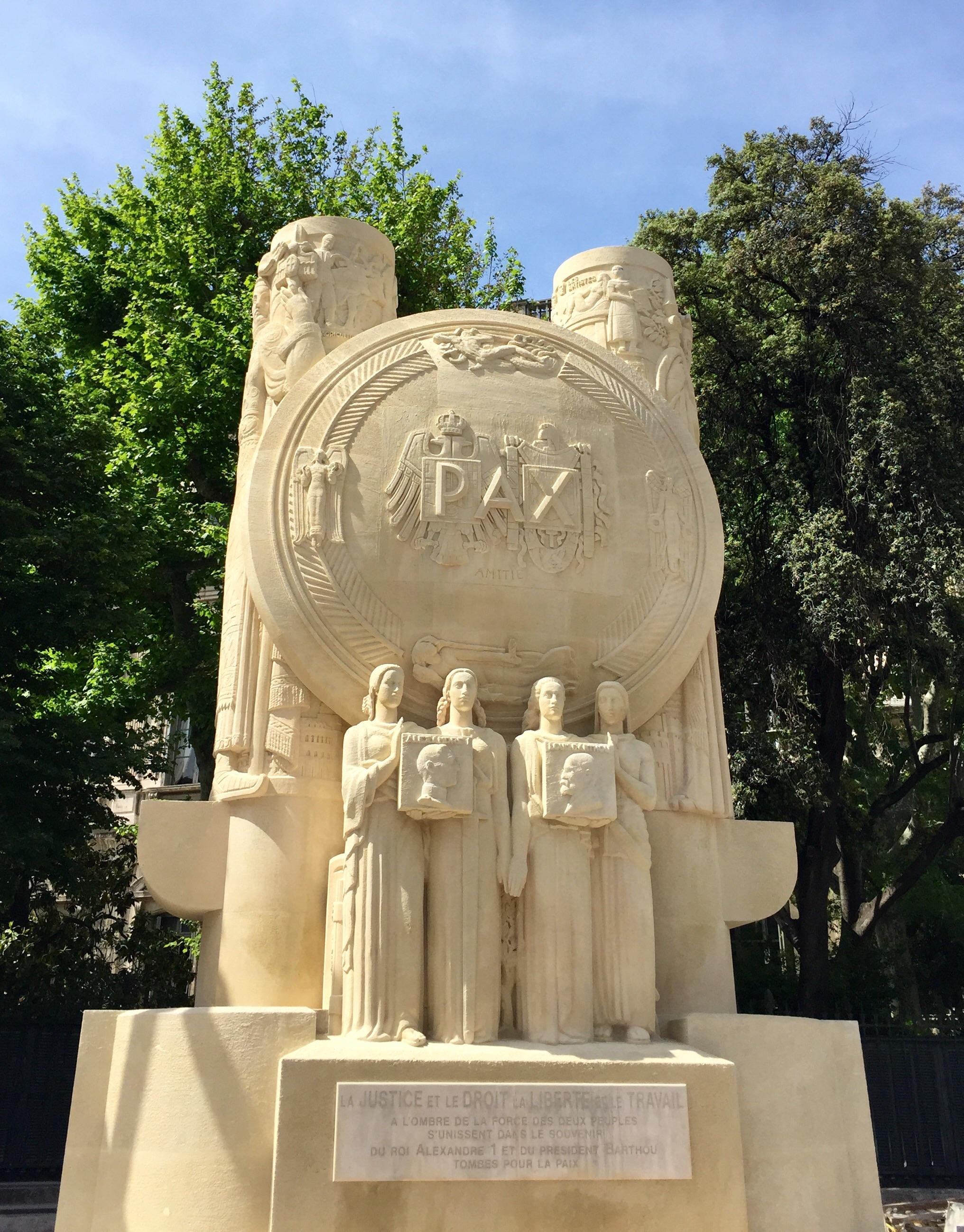
Um monumento a Alexandre I e Louis Barthou em Marselha.

Enquanto Alexandre era conduzido lentamente pelas ruas em um carro junto com o ministro das Relações Exteriores da França, Barthou, um atirador, o búlgaro Vlado Chernozemski,  saiu da rua e atirou duas vezes no rei e no motorista com uma pistola semiautomática Mauser C96. Alexandree morreu no carro e caiu para trás no banco com os olhos abertos. Barthou também foi morto por uma bala perdida disparada pela polícia francesa durante a briga que se seguiu ao ataque. O tenente-coronel Piollet, tendo finalmente conseguido virar o cavalo, atingiu o agressor com a espada. Dez pessoas na procissão ficaram feridas, incluindo o general Alphonse Georges, atingido por duas balas ao tentar intervir, e nove pessoas na multidão que vieram ver o rei, quatro delas fatalmente, entre elas Yolande Farris, de apenas 20 anos., na Place Castellane, que veio ao Palais de la Bourse para ver o rei. Ela foi atingida por uma bala perdida e morreu no Hôtel-Dieu em 11 de outubro de 1934. A Sra. Dumazet e Durbec, que também vieram ver o rei, também morreram.
Foi um dos primeiros assassinatos capturados em filme; o tiroteio ocorreu na frente do cinegrafista do noticiário, que estava a poucos metros de distância no momento. Embora o momento exato do tiroteio não tenha sido capturado em filme, os eventos que levaram ao assassinato e as consequências imediatas foram. O corpo do motorista Foissac, mortalmente ferido, caiu e ficou preso nos freios do carro, o que permitiu ao cinegrafista continuar filmando a centímetros do rei por alguns minutos depois. O registro cinematográfico do assassinato de Alexandre I continua sendo um dos noticiários mais notáveis que existem, ao lado do filme da coroação do imperador Nicolau II da Rússia, os funerais da rainha Vitória do Reino Unido e do Imperador Francisco José I da Áustria, e o assassinato de John F. Kennedy. Um noticiário da 20th Century Fox apresentado por Graham McNamee foi manipulado para dar ao público a impressão de que o assassinato havia sido capturado em filme. Posteriormente, três sons idênticos de tiros foram adicionados ao filme, mas, na realidade, Chernozemski disparou sua arma mais de dez vezes e matou ou feriu um total de 15 pessoas. Um chapéu de palha é mostrado no chão, como se pertencesse ao assassino, ao contrário da realidade. Uma pistola semiautomática Mauser C96 com carregador de 10 tiros é mostrada como a arma do crime, mas a verdadeira tinha um carregador de 20 tiros. O momento exato do assassinato nunca foi filmado. Poucas horas depois, Chernozemski morreu sob custódia policial.

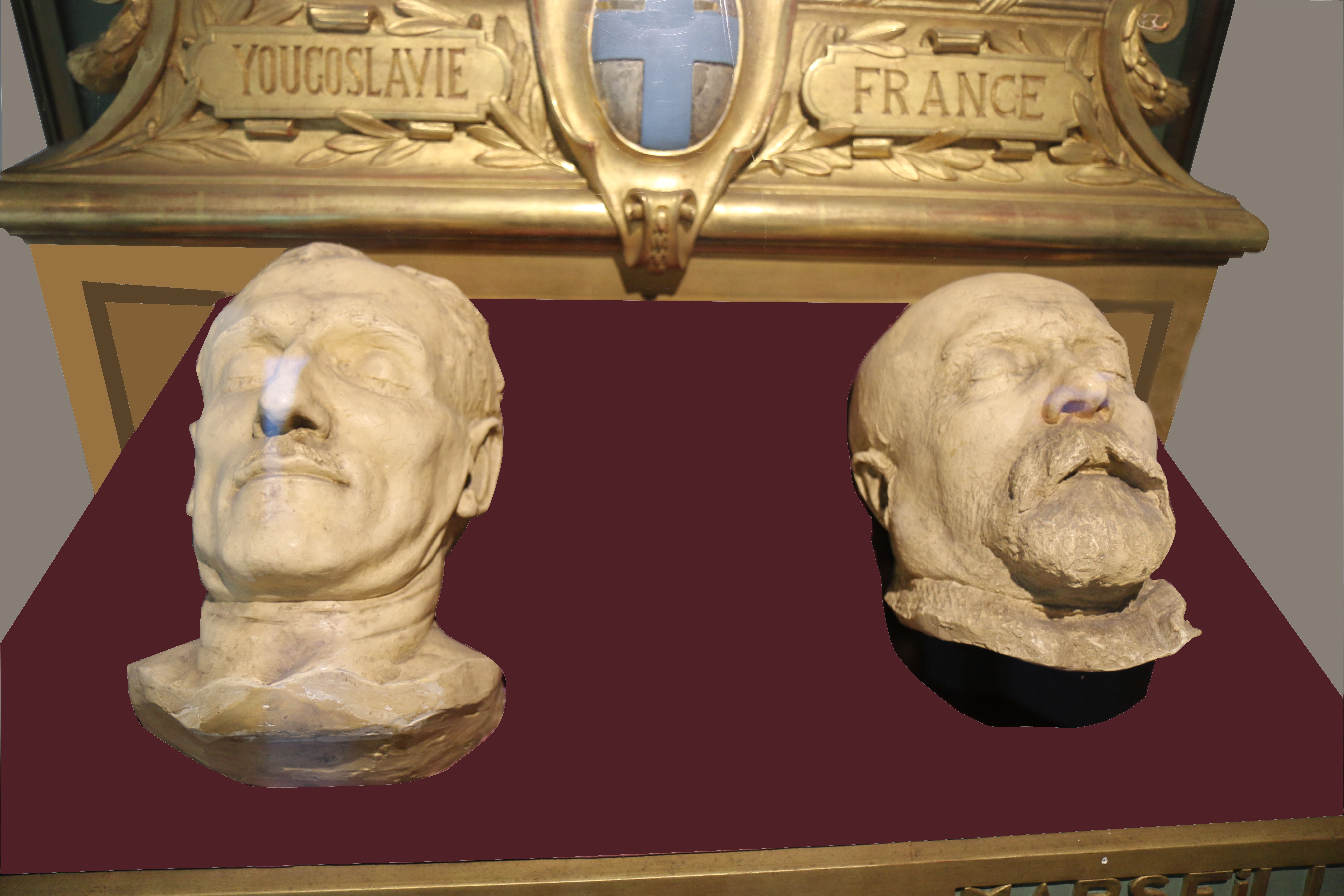
As máscaras mortuárias de Alexandre I e Louis Barthou.

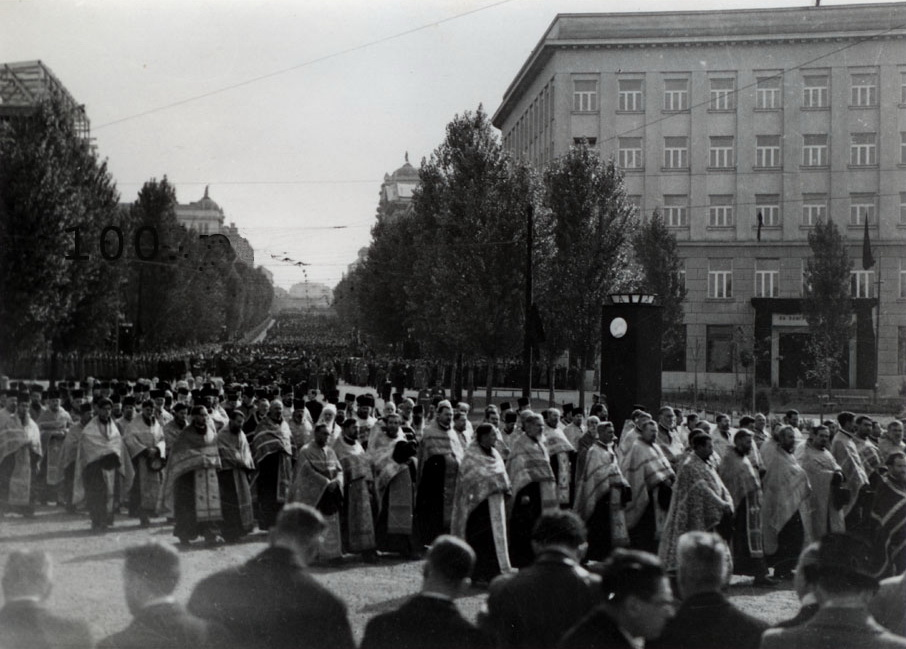
O funeral do rei Alexandre em Belgrado.

O assassino era membro da Organização Revolucionária Interna da Macedônia pró-búlgara (IMRO ou VMRO) e um atirador experiente. Imediatamente após assassinar o rei Alexandre, Chernozemski foi abatido pela espada de um policial francês montado e depois espancado pela multidão. Quando foi retirado de cena, o rei já estava morto. A IMRO foi uma organização política que lutou pela libertação da região ocupada da Macedônia e pela sua independência, inicialmente como uma forma de segundo estado búlgaro, seguida por uma unificação posterior com o Reino da Bulgária.
A IMRO trabalhou em aliança com o grupo croata Ustaše, liderado por Ante Pavelić. Chernozemski e três cúmplices croatas viajaram da Hungria para a França via Suíça. Após o assassinato, os cúmplices de Chernozemski foram presos pela polícia francesa.  Um diplomata proeminente do Palazzo Chigi, o Barão Pompeo Aloisi, expressou receios de que a Ustashi baseada em Itália tivesse matado o rei e procurou garantias de outro diplomata, Paolo Cortese, de que a Itália não tinha estado envolvida. Aloisi não ficou tranquilo quando Cortese lhe disse que, com a morte de Alexandre, a Iugoslávia estava prestes a se separar.
A opinião pública e a imprensa na Iugoslávia sustentaram que a Itália foi crucial no planejamento e na direção do assassinato. Manifestantes fora da embaixada italiana em Belgrado e dos consulados italianos em Zagreb e Ljubljana culparam Mussolini pelo assassinato de Alexandre. Uma investigação da polícia francesa estabeleceu rapidamente que os assassinos tinham sido treinados e armados na Hungria; viajou para França com passaportes checoslovacos falsos; e telefonava frequentemente para o líder Ustaše, Ante Pavelić, que morava na Itália.
O incidente foi mais tarde usado pela Iugoslávia como argumento para contrariar as tentativas croatas de secessão e o revisionismo italiano e húngaro. Os participantes no assassinato foram Ivan Rajić, Mijo Kralj, Zvonimir Pospišil e Antun Godina. Foram condenados à prisão perpétua, embora as autoridades iugoslavas esperassem que fossem condenados à morte. Em 1940, após a queda da França, foram libertados da prisão pela Alemanha.
Pierre Laval, que sucedeu a Barthou como ministro das Relações Exteriores, desejava continuar a aproximação com Roma e via os assassinatos em Marselha como um inconveniente que seria melhor esquecer. Tanto Londres como Paris deixaram claro que consideravam Mussolini um estadista europeu responsável e, em privado, disseram a Belgrado que em nenhuma circunstância permitiriam que Il Duce fosse responsabilizado. Num discurso em Northampton, Inglaterra, em 19 de outubro de 1934, o secretário de Relações Exteriores britânico, Sir John Simon, expressou sua simpatia ao povo da Iugoslávia pelo assassinato do rei e afirmou que estava convencido pelo discurso de Mussolini em Milão, que negava estar envolvido no assassinato.
Quando a Iugoslávia fez um pedido de extradição de Pavelić para a Itália sob a acusação de regicídio, o Quai d'Orsay expressou preocupação de que se Pavelić fosse extraditado, ele poderia incriminar Mussolini e ficou muito tranquilo quando seus homólogos no Palazzo Chigi afirmaram que não havia possibilidade de Pavelić sendo extraditado. Laval disse cinicamente a um jornalista francês, em off, que a imprensa francesa deveria parar de falar sobre os assassinatos em Marselha porque a França nunca iria à guerra para defender a honra de um país fraco como a Jugoslávia.
No dia seguinte, o corpo do rei Alexandre I foi transportado de volta ao porto de Split, na Iugoslávia, pelo destróier JRM Dubrovnik. Depois de um enorme funeral em Belgrado que contou com a presença de cerca de 500 mil pessoas e muitos importantes estadistas europeus, Alexandre foi enterrado na Igreja Oplenac em Topola, que havia sido construída por seu pai. A Santa Sé deu permissão especial aos bispos Aloísio Stepinac, Antun Akšamović, Dionisije Njaradi, e Gregorij Rožman para assistirem ao funeral numa igreja ortodoxa. Como seu filho, o rei Pedro II, ainda era menor, o primo-irmão de Alexandre, o príncipe Paulo, assumiu a regência do Reino da Iugoslávia.
Um relatório balístico sobre as balas encontradas no carro foi feito em 1935, mas seus resultados só foram divulgados ao público em 1974. Revelou que Barthou foi atingido por um revólver Modèle 1892 de 8 mm, comumente usados em armas, transportado pela polícia francesa.
Após o assassinato, as relações entre a Iugoslávia e a França tornaram-se mais frias e nunca mais voltaram ao nível anterior. Além disso, a Pequena Entente e o Pacto dos Balcãs perderam importância. O público iugoslavo considerou chocante que o assassinato tivesse acontecido em solo francês. Nos anos seguintes, o Príncipe Paulo (como regente) tentou manter um equilíbrio neutro entre Londres e Berlim até 1941, quando cedeu a fortes pressões para aderir ao Pacto Tripartite.

## Filhos
| Nome              | Aniversário           | Morte                 | Cônjuge                                                  | Filhos                                                                                             |
| ----------------- | --------------------- | --------------------- | -------------------------------------------------------- | -------------------------------------------------------------------------------------------------- |
| Rei Pedro II      | 6 de setembro de 1923 | 3 de novembro de 1970 | Princesa Alexandra da Grécia e Dinamarca                 | Príncipe herdeiro Alexandre (n. 1945)                                                              |
| Príncipe Tomislav | 19 de janeiro de 1928 | 12 de julho de 2000   | Princesa Margarida de Baden (Divorciado em 1981)         | - Príncipe Nikola (n. 1958) - Princesa Katarina (n. 1959)                                          |
| Príncipe Tomislav | 19 de janeiro de 1928 | 12 de julho de 2000   | Linda Maria Bonney                                       | - Príncipe George (n. 1984) - Príncipe Michael (n. 1985)                                           |
| Príncipe André    | 28 de junho de 1929   | 7 de maio de 1990     | Princesa Cristina Margarida de Hesse(Divorciado em 1962) | - Princesa Maria Tatiana (n. 1957) - Príncipe Christopher (1960–1994)                              |
| Príncipe André    | 28 de junho de 1929   | 7 de maio de 1990     | Princesa Kira Melita de Leiningen (Divorciado em 1972)   | - Princesa Lavinia Maria (n. 1961) - Príncipe Karl Vladimir (n. 1964) - Príncipe Dimitri (n. 1965) |
| Príncipe André    | 28 de junho de 1929   | 7 de maio de 1990     | Eva Maria Andjelkovich                                   | |

## Na cultura popular
- A música "Don Juan" da dupla britânica de Synth-pop Pet Shop Boys (o lado B de seu single "Domino Dancing" de 1988) contém a frase "Rei Zog está de volta das férias, Magda Lupescu está cinza e Rei Alexandre está morto em Marselha".
- No romance histórico de Upton Sinclair, "Wide Is The Gate" (romance 4 da série Lanny Budd publicada em 1941), o assassinato é atribuído ao governo nazista alemão. O romance afirma que fundos e um passaporte falso foram obtidos pelo assassino croata do chefe do departamento de política externa alemão.
- Uma versão fortemente ficcional do assassinato serve de abertura para o livro O Segundo Assassino, de Christopher Hyde. O atirador é transformado em croata, enquanto um assassino irlandês mata ele e Barthou usando um rifle, sem ser detectado na confusão. É descrito como planejado pela Alemanha nazista para se livrar de Alexander e Barthou enquanto eles estivessem juntos.
- No poema de Ivan Vazov "Па ща си ти?" ("O que é você?")[83] é retratado um caso em que o príncipe herdeiro Alexandre faz a pergunta a uma menina de Skopje e quando ela responde "Eu sou búlgara" ele lhe dá um tapa na cara. O poema enfatiza o sofrimento dos búlgaros macedônios sob o domínio sérvio.[84]
- A série de TV Alexandre da Iugoslávia dirigida por Zdravko Šotra.[85]

## Honrarias

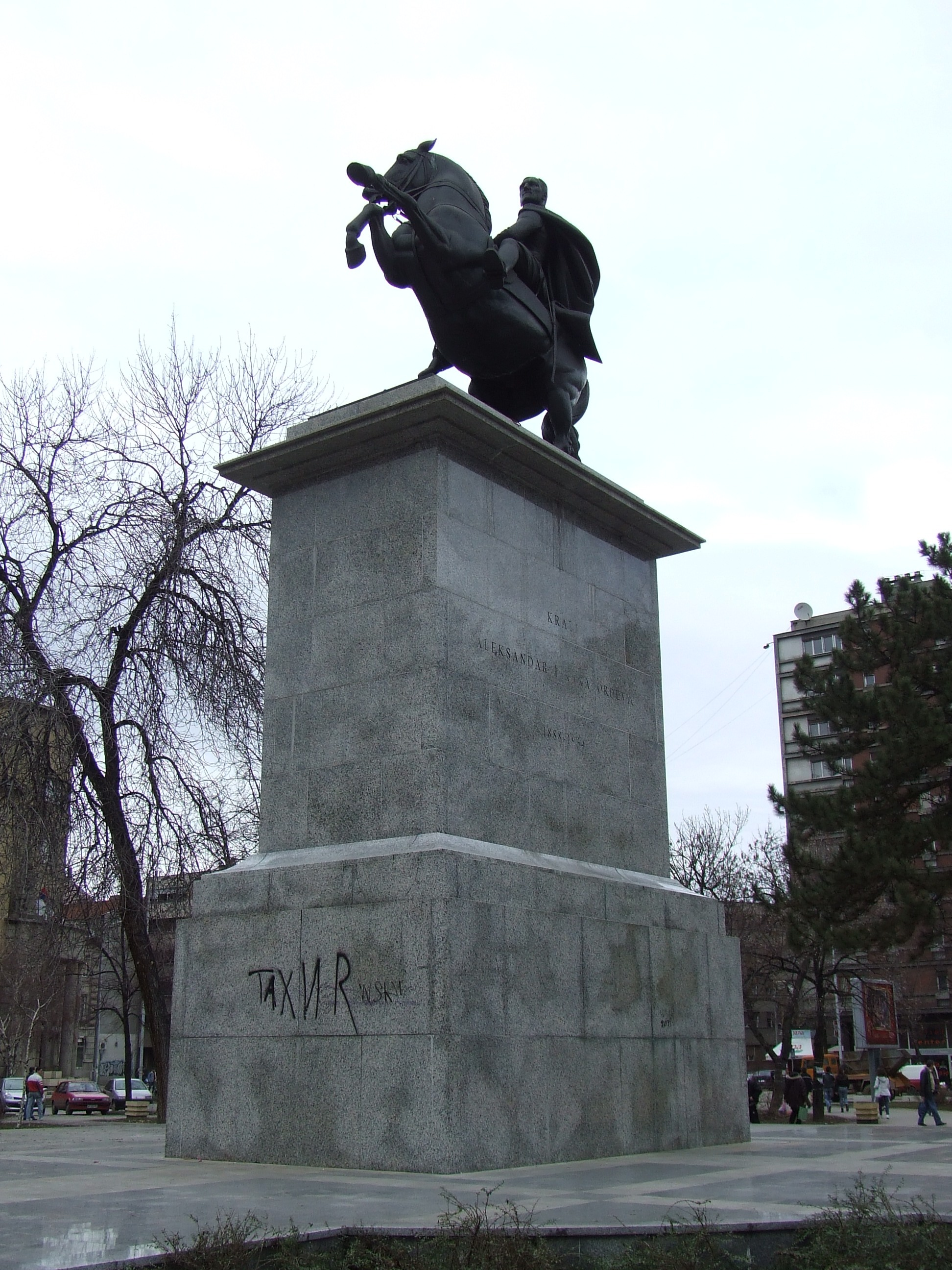
Monumento a Alexandre, o Unificador, em Niš, Sérvia.

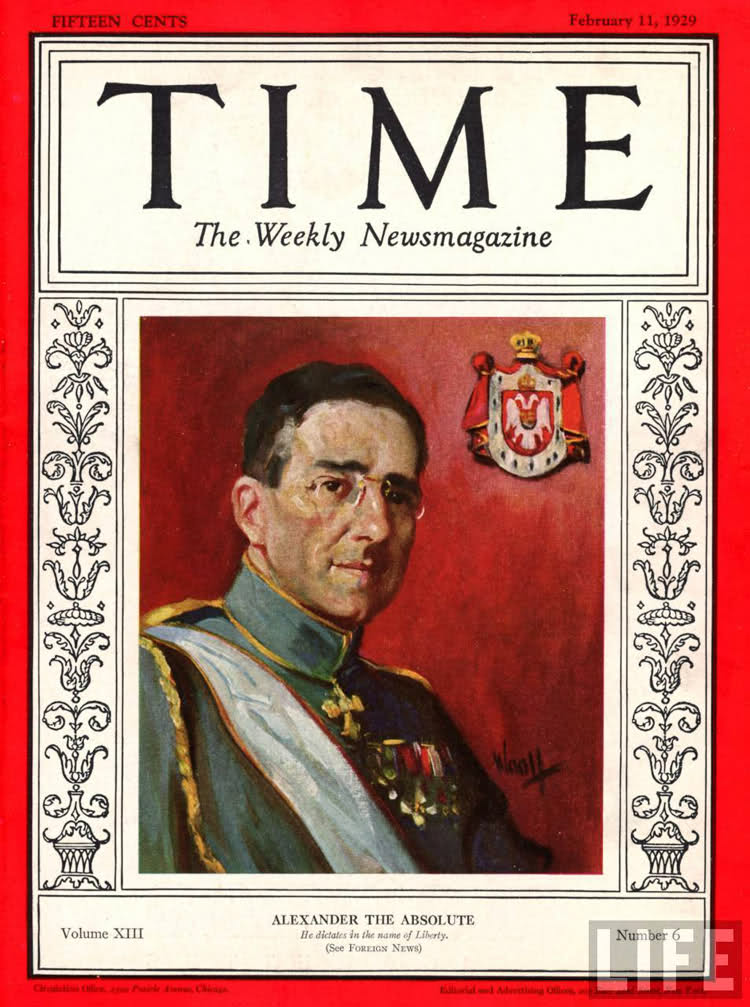
Rei Alexandre na capa da Time em 11 de fevereiro de 1929

| Condecorações militares sérvias e iugoslavas |                                                                                          |
| Predefinição:Ribbon devices/alt              | Ordem Real de São Príncipe Lázaro, Colar (somente Ordem Real)                            |
| Predefinição:Ribbon devices/alt              | Ordem da Estrela de Karađorđe, Grão-Mestre                                               |
| Predefinição:Ribbon devices/alt              | Ordem da Águia Branca, Grão-Mestre                                                       |
| Predefinição:Ribbon devices/alt              | Ordem da Estrela de Karađorđe com Espadas, Grão-Mestre                                   |
| Predefinição:Ribbon devices/alt              | Ordem da Águia Branca com espadas, Grão-Mestre                                           |
| Predefinição:Ribbon devices/alt              | Ordem da Coroa Iugoslava, Grão-Mestre                                                    |
| Predefinição:Ribbon devices/alt              | Ordem de São Sava, Grão-Mestre                                                           |
| Medalhas de serviço sérvio                   |                                                                                          |
| Predefinição:Ribbon devices/alt              | Medalha de Ouro por Bravura, 1912                                                        |
| Predefinição:Ribbon devices/alt              | Medalha de Ouro por Bravura, 1913                                                        |
| Predefinição:Ribbon devices/alt              | Medalha Comemorativa da primeira Guerra dos Balcãs, 1912                                 |
| Predefinição:Ribbon devices/alt              | Medalha Comemorativa da Segunda Guerra dos Balcãs, 1913                                  |
| Predefinição:Ribbon devices/alt              | Medalha Comemorativa da Eleição de Pedro I como Rei da Sérvia                            |
| Predefinição:Ribbon devices/alt              | Medalha Comemorativa da Campanha Albanesa                                                |
| Prêmios internacionais e estrangeiros        |                                                                                          |
| Predefinição:Ribbon devices/alt              | Ordem de Leopoldo, Grande Cordão (Bélgica)                                               |
| Predefinição:Ribbon devices/alt              | Cruz de Guerra 1914-1918, (Bélgica)                                                      |
| Predefinição:Ribbon devices/alt              | Ordem dos Santos Cirilo e Metódio, Colar (Bulgaria)                                      |
| Predefinição:Ribbon devices/alt              | Ordem de Santo Alexandre com espadas, Colar (Bulgaria)                                   |
| Predefinição:Ribbon devices/alt              | Ordem do Leão Branco, Colar (Checoslováquia)                                             |
| Predefinição:Ribbon devices/alt              | Cruz de Guerra 1914–1918, (Checoslováquia)                                               |
| Predefinição:Ribbon devices/alt              | Ordem do Elefante, Grã-Cruz (Dinamarca)                                                  |
| Predefinição:Ribbon devices/alt              | Legião de Honra, Grã-Cruz (França)                                                       |
| Predefinição:Ribbon devices/alt              | Médaille militaire, (França)                                                             |
| Predefinição:Ribbon devices/alt              | Cruz de Guerra 1914–1918, (França)                                                       |
| Predefinição:Ribbon devices/alt              | Ordem do Redentor, Grã-Cruz (Grécia)                                                     |
| Predefinição:Ribbon devices/alt              | Cruz de Guerra 1914–1918, (Grécia)                                                       |
| Predefinição:Ribbon devices/alt              | Ordem Suprema da Santíssima Anunciação, Colar (Itália)                                   |
| Predefinição:Ribbon devices/alt              | Ordem dos Santos Maurício e Lázaro, Cavaleiro da Grã-Cruz (Itália)                       |
| Predefinição:Ribbon devices/alt              | Ordem da Coroa da Itália, Cavaleiro da Grã-Cruz (Itália)                                 |
| Predefinição:Ribbon devices/alt              | Ordem Militar de Saboia, Cavaleiro da Grã-Cruz (Itália)                                  |
| Predefinição:Ribbon devices/alt              | Order of the Wendish Crown, Grã-Cruz (Meclemburgo)                                       |
| Predefinição:Ribbon devices/alt              | Ordem de São Pedro de Cetinje, Cavaleiro (Montenegro)                                    |
| Predefinição:Ribbon devices/alt              | Ordem do Príncipe Danilo I, Cavaleiro da Grã-Cruz (Montenegro)                           |
| Predefinição:Ribbon devices/alt              | Ordem da Igreja Ortodoxa de Jerusalém, Cavaleiro do Colar (Igreja Ortodoxa de Jerusalém) |
| Predefinição:Ribbon devices/alt              | Ordem de Distinção, 1ª classe (Império Otomano)                                          |
| Predefinição:Ribbon devices/alt              | Ordem do Sol do Peru, Grã-Cruz (Peru)                                                    |
| Predefinição:Ribbon devices/alt              | Virtuti Militari, Grã-Cruz (Polônia)                                                     |
| Predefinição:Ribbon devices/alt              | Ordem da Águia Branca, Grã-Cruz (Polônia)                                                |
| Predefinição:Ribbon devices/alt              | Ordem da Polônia Restituta, Grã-Cruz (Polônia)                                           |
| Predefinição:Ribbon devices/alt              | Banda das Três Ordens, Grã-Cruz (Portugal)                                               |
| Predefinição:Ribbon devices/alt              | Ordem Militar da Torre e Espada, do Valor, Lealdade e Mérito, Grã-Cruz (Portugal)        |
| Predefinição:Ribbon devices/alt              | Ordem de Miguel, o Valente, 1ª classe (Romênia)                                          |
| Predefinição:Ribbon devices/alt              | Ordem de Carlos I, Cavaleiro da Grã-Cruz com Colar (Romênia)                             |
| Predefinição:Ribbon devices/alt              | Ordem de Santo André, Colar (Rússia)                                                     |
| Predefinição:Ribbon devices/alt              | Ordem Imperial de Santo Alexandre Nevsky, (Rússia)                                       |
| Predefinição:Ribbon devices/alt              | Ordem da Águia Branca, Grã-Cruz (Rússia)                                                 |
| Predefinição:Ribbon devices/alt              | Ordem de São Jorge, 3ª classe (Rússia)                                                   |
| Predefinição:Ribbon devices/alt              | Ordem de São Jorge, 4ª classe (Rússia)                                                   |
| Predefinição:Ribbon devices/alt              | Ordem de Santa Ana, 1ª classe (Rússia)                                                   |
| Predefinição:Ribbon devices/alt              | Ordem de Santo Estanislau, 1ª classe (Rússia)                                            |
| Predefinição:Ribbon devices/alt              | Ordem do Elefante Branco, Cavaleiro Grande Cordão (Sião)                                 |
| Predefinição:Ribbon devices/alt              | Ordem do Banho, Cavaleiro da Grã-Cruz (Reino Unido)                                      |
| Predefinição:Ribbon devices/alt              | Real Ordem Vitoriana, Cavaleiro Honorário da Grã-Cruz (Reino Unido)                      |
| Predefinição:Ribbon devices/alt              | Medalha da Coroação do Rei Jorge V (Reino Unido)                                         |